# この素晴らしい世界に祝福を!
『この素晴らしい世界に祝福を！』（このすばらしいせかいにしゅくふくを）は、暁なつめによる日本のライトノベルおよびそれを原作とするメディアミックス作品。イラストは三嶋くろねが担当。Web小説のリメイクという位置付けで、角川スニーカー文庫（角川書店→KADOKAWA）より2013年10月から2023年9月まで刊行された。略称は「このすば」。

## 概要
元々は小説投稿サイト「小説家になろう」にて、暁が「自宅警備兵」名義で2012年12月から連載していたオンライン小説である。2013年12月10日に本作が削除されることが同サイトの活動報告で告知され、同時に他の「自宅警備兵」名義の投稿作品すべてが削除された。物語の要素の多くは共通しているが、WEB版とその他のメディアでは展開や設定が大きく変更されている。
2014年9月9日より、『月刊ドラゴンエイジ』（KADOKAWA 富士見書房）にて漫画版の連載が開始された。
2016年には原作第1巻から第2巻までの内容を元にテレビアニメ化され、同年1月から3月まで放送された。その最終話終了直後には第2期の制作決定が発表され、原作第3巻から第4巻までの内容を元に2017年1月から3月まで放送された。
2019年には原作第5巻の内容を元にした劇場アニメが公開。
2021年11月時点でシリーズ累計発行部数は1000万部を突破している。『このライトノベルがすごい！』文庫部門では2017年版で9位を獲得している。

## あらすじ
不慮の事故で命を落とした高校生の佐藤和真（カズマ）は、天界で女神アクアに異世界への転移を持ちかけられる。彼女は「異世界には望むものを1つだけ持っていける」と特典を持ち出しながら異世界転移を勧誘する。しかし、アクアがカズマを小馬鹿にして笑い転げていたことから、カズマは腹いせに「異世界に持っていくモノ」としてアクアを指定し、転移に巻き込む。こうして、アクアを連れて異世界「アクセルの街」に降り立ったカズマは、運勢だけが異常にいい平凡な冒険者となり、運勢と知性は低いがそれ以外の全ステータスが高いアクアはアークプリーストとなる。その後、爆裂魔法の使い手だが1発撃つと動けなくなるアークウィザードめぐみんと、見た目は美女だが妄想癖のあるマゾヒストで攻撃が全く当たらない変態クルセイダーダクネスを仲間に加えて、彼女らの問題行動に振り回される日々を送ることになる。しかし、想像以上に留まるところを知らない彼女らの問題行動は、魔王軍とのトラブルや、大悪魔とのモテ期相談、悪徳領主との金の殴り合い、最後は女神の家出など、さまざまな波乱にカズマを巻き込んでいく。

## 登場人物
担当声優はドラマCD版（とらのあな限定版・スピンオフ小説同梱版） / テレビアニメ版以降の関連作品の順に記載。声優名が1人の場合は、原則アニメ版のみであることを示す。

### 主要人物
サトウ・カズマ／佐藤 和真
声 - 逢坂良太  / 福島潤
本作の主人公。死後に異世界転生で生まれ変わった冒険者。作中では主に「カズマ」と呼称されている。作中の年齢は16歳→17歳（WEB版では20歳）。イラストやアニメなどのビジュアルは、緑色の目と茶色の短髪の髪型になっている。
相手に勝つためなら卑怯な手段を平気で使い、相手の嫌がる事をしたり戦いで優位に立ったりすると下卑た笑いを浮かべるなど性格が悪い面も多く、しばしばスケベな言動も見せる。だが基本的にはお人好しの善人で、仲間は最後まで見捨てず、目の前に困った人が居たら放っておけない。このため一部からは強烈に嫌われている一方、アクアら仲間からは概ね信頼されている。
服装は、初期は転移時に着ていたジャージをそのまま普段着としていたが、後に冒険者らしい軽装備になっている。
転生前は日本人の高校生。初恋の相手であった女の子が、中学3年生の夏頃に不良の先輩のバイクの後ろに乗っていたことにショックを受け不登校になった。結局、転生直前では引きこもりのニートになっており、アクアからは「ヒキニート」などと呼ばれ続けている。
死因は心臓麻痺。買い物に出掛けたある日、女子高生がトラックに轢かれそうになっていると誤認して突き飛ばし、助けたつもりになって自分が轢かれたと勘違いしてショック死した。
死後は、転生を担当する水の女神アクアから異世界行きを勧められ、異世界に持っていく特典としてアクアを指名し、アクセルの街に降り立った。アクア、めぐみん、ダクネスの上級職三人と最下級職の冒険者のカズマでパーティーを結成し、アクセルの街で様々な事件に巻き込まれていく。
戦闘においては主に盗賊（スティール、潜伏、敵感知）やアーチャー（千里眼、狙撃）、リッチー（ドレインタッチ）のスキルを駆使し他のメンバーに的確な指示やサポートしつつ、自身でも弓、剣、初級魔法などを使う。
各メンバーの重大な騒動には、最初は嫌々ながらも周りに叱咤されて、最後には必ず仲間のために立ち上がり、あてつけ・自己叱咤半々の態で「しょうがねえなあ！」と言い放つのが半ば決めゼリフとなっている。
角川スニーカー文庫公式サイトTVアニメ化記念キャラクター人気投票では第8位。
『このライトノベルがすごい！』男性キャラクター部門では2017年版で8位、2018年版・2019年版で共に9位、2020年版で6位、2021年版で8位。
アクア
声 - 福原香織 / 雨宮天
水を司る女神で、アクシズ教のご神体。天界では若くして死亡した日本人の魂を天国か生まれ変わるか異世界に転生するかを案内していた。カズマの特別な能力として一緒に持って行けるモノとして、カズマと共に異世界に降り立った。その後ギルドにアークプリーストで登録した。
カズマと同年代に見えるが年齢不詳。紅魔族が誕生する以前から存在している。
「女神の証たる神器」という青い羽衣を着用し、屋敷では青のパジャマを着ている。髪型は水色のロングヘアーになっている。
地球や現代日本の知識・技術についてもある程度の知識を持つ。自ら本物の女神であることを隠してはいないが、普段の素行の悪さから転生者等一部の関係者を除いて（自らの信者にすら）まともに信じられておらず、カズマからはしばしば「駄女神」呼ばわりされている。
当初より宴会芸スキルのすべてとアークプリーストが習得できる全てのスキルと魔法を習得しており、さらに女神として、神聖属性の近接攻撃（ゴッドブロー、ゴッドレクイエム）を取得している。カズマが殺された際には即座に肉体の再生と蘇生をさせるなど、アークプリーストとしての能力は人智を超えており、過去に誰も解くことの出来なかった悪魔の呪いや強力な結界を解き、アンデッドや汚染された水の浄化など、人間には不可能と思われる効果を手軽に実行するなど女神に相応しい攻撃力・洞察力・浄化能力も備えている。
ただ強力な浄化能力を持つアクアに浄化を求めて、特にダンジョンなどでは知らずにアンデッドを呼び寄せてしまうことが多々あり、傍目には襲ってくるアンデッドをアクアが無双して浄化しているように見えてしまうため、マッチポンプ状態となる。
暇さえあればギルドの酒場で披露している宴会芸は、金を取れるレベルに到達しているが、決しておひねりは戴かない。
角川スニーカー文庫公式サイトTVアニメ化記念キャラクター人気投票では第4位。
ゼル帝（キングスフォード・ゼルトマン）
アクアのペットで、普通のひよこ。ドラゴンの卵と騙されて大金をつぎ込んで購入した鶏の卵から生まれた。彼女はドラゴンの子供だと言い張っている。将来ドラゴンの帝王になるとの期待から「キングスフォード・ゼルトマン」という大層な名前を与えられた。「ゼル帝」という愛称もアクアの命名。
孵化した際に、その場にいたバニルを最初に見たため刷り込みによりバニルを親だと思うようになった。そのため寝るときはバニルの抜け殻の上で眠る。
卵の段階でアクア、ウィズ、バニルが魔力を込めて温めたため、その身に強力な魔力を宿しているというが、元がただの鶏のため有効な使い道がなく、せいぜい周囲にモンスターを寄せ付けない程度。

めぐみん
声 - 内田真礼 / 高橋李依
カズマたちの仲間となる紅魔族の少女で、人類最強の上級攻撃魔法「爆裂魔法（エクスプロージョン）」だけをこよなく愛するアークウィザード。13歳→14歳（4巻）（WEB版では17歳前後）。スピンオフ『この素晴らしい世界に爆焔を！』『続・この素晴らしい世界に爆焔を！』の主人公でもある。
紅魔族の特徴である紅い瞳を持ち、髪型は黒い前髪ぱっつん、黒マントに黒ローブ、トンガリ帽子といかにも魔法使い然とした服装を好み左目に眼帯をつけている。小柄で細身の貧乳であり、度々カズマ達から子供扱いされており、そのことを自身でも気にしている。
一人称は中二病を発症したときは「我」になることもあるが、普段は「私」。屋敷では赤のパジャマを着ている。夢は「大魔法使いになって巨乳になる」こと。使い魔のちょむすけをはじめとして、小さくて可愛い生き物に目がない。
パーティに加入する際の腕試しでは、ジャイアント・トードの討伐で使える魔法が爆裂魔法だけで1回だけしか発動できないことから、カズマに「使えない」と判断され、加入を断られそうになった。
普段は冷静だが想定外の事態にはパニックを起こすことも少なくない。紅魔族の「売られた喧嘩は買う」が信条であり、喧嘩を売られたときは口調も急に変わり、相手が一般人でも容赦なくぶちのめす。
紅魔族特有のやや大仰な言動と、おかしなネーミングセンスを持ち、あまりのネーミングセンスの悪さにカズマ達を困惑させることがしばしばある。
紅魔の里で、父ひょいざぶろーと母ゆいゆいとの間に生まれる。父親の商売が上手く行っていないため実家は貧乏。
幼少期に賢者級の大人でもそう容易く解けないはずの封印の欠片を玩具代わりに構築し邪神ウォルバクの封印を解いてしまい、現れた「黒い獣（邪神ウォルバク（黒猫））」を「魔法使いのお姉さん（女ウォルバク）」が爆裂魔法で撃退したことで爆裂魔法に魅せられるようになる。
紅魔族の学校では首席であったが、上級魔法の習得条件を満たしていたにもかかわらず爆裂魔法のためのスキルポイントを溜め続けている。
好きなタイプはカズマと真反対なタイプだったが、一緒に過ごしていく内に徐々に信頼関係が構築され、カズマに恋愛感情を抱くようになり、原作5巻にて告白をした。以降は11巻までダクネスとのゆっくりした恋愛争奪戦ののち、12巻でのめぐみんからの告白によりカズマがめぐみんへの好意を自覚、仲間にはまだ内緒にしたいという事で、ひとまず仲間以上恋人未満の関係になった。映画のパンフレットのインタビューでは、作者から「カズマの相手として相応しい」と明言されている。
角川スニーカー文庫公式サイトTVアニメ化記念キャラクター人気投票では第1位。
『このライトノベルがすごい！』女性キャラクター部門では2017年版で3位。
ちょむすけ（暴虐の魔獣・ウォルバク）
声 - 生天目仁美
めぐみんの使い魔（ペット）で、羽の生えた黒い猫。メス。ウォルバク同化後は風呂好きになった。
紅魔の里でこめっこが拾ってきて以来めぐみんのペットとなり、共に里を旅立った。たまに火を吹いたり羽で飛ぶことがある（火を吹くのはセシリーに仕込まれたことによる）。
拾われた当初は名前が決まっておらず、めぐみんがこの黒猫を紅魔の里で学校に連れて行った際「この子は自分の半身」などと説明したことから、クラスメイト達は黒猫の方を「めぐみん」と呼んで可愛がるようになり、人間のめぐみんの方が「ニセめぐみん」呼ばわりされ改名を勧められることもあった。この紛らわしい問題は、ゆんゆんから「クロ」という仮名を付けられたことで一応決着するが「クロ」という名前は紅魔族の多数派にとってはおかしな名前であるため、後にめぐみんから（メスであるにもかかわらず）「ちょむすけ」と名付けられた。
人懐っこくおとなしいが気の弱い性格で、めぐみんやゆんゆん、カズマやダクネスにはよく懐いているが、なぜかアクアのことは嫌っている。アクアの魔力を持っているゼル帝とは相性が悪く、つつかれては逃げ惑っている。紅魔の里では自分を食べようとするこめっこを怖がっていた。
その正体は紅魔の里に封印されていた怠惰と暴虐の女神・ウォルバクの半身である暴虐の魔獣で、封印が解けたときに邪神としての記憶をなくしていたため、当の本人は部下の悪魔（アーネス）には近寄らなかった。
怠惰の女神・ウォルバク撃破後は心身に軽い変化をきたしたようで、風呂嫌いが直ったり「ウォルバク」という単語に反応したりするようになる。

ダクネス／ダスティネス・フォード・ララティーナ
声 - 井上麻里奈 / 茅野愛衣
カズマのパーティーのクルセイダー。大貴族ダスティネス家の令嬢。冒険者として可愛らしい「ララティーナ」という本名で呼ばれるのを嫌がっているため、普段は「ダクネス」と名乗っている。18歳（WEB版では22歳前後）。ビジュアルは金髪のロングヘアーを纏めてポニーテールにしている。碧眼の美人で豊満な肉体を持つがクルセイダーとして鍛えたがゆえに腹筋が割れているのが悩み。
身体的に痛みを受けることや内面を口汚く罵られることを望む真性のドMであり、魔王軍やモンスターとの戦闘になれば何とか攻撃を受けようと最前線に躍り出、また味方からの攻撃魔法で敵もろとも標的にされる事に無上の喜びを感じている。また、罵倒が仲間に及ぶと一転容赦がなくなるという仲間想いな一面も持つ。興奮すると言動がやや幼児退行する。
ジャイアント・トードに粘液まみれにされ酷い目に遭うカズマ達がパーティメンバーの募集をしていることで加入を希望し、翌日には友人であるクリスがカズマにパンツを「スティール」で脱がされるのを目の当たりにしたことで改めて加入を強く申し出るが、結局は直後に起きたキャベツの討伐イベントを経て自然にパーティに加わった。
貴族として大きな権力を有するものの「滅多な権力行使はしない」と決め込んでおり、カズマ達から緊急事態としてアテにされた時のみ渋々権力を使っている。またエリス教の信者で、その証であるペンダントを所持している。信仰心はかなり深く、毎日エリス教会を訪れては「仲間が欲しい」と祈り、戦死者が出た際は弔うために黙祷を捧げていた。
戦闘においては不器用故に剣を扱うのが壊滅的に下手であるにもかかわらず両手剣を武器とし、剣の命中率を上げるスキルの習得も頑なに拒む。攻撃は全く当たらない反面、スキルポイントの全てを防御系スキルに割り振っており、鎧もアダマンタイトを少量含んだ特注品のため防御力は並外れて高い。カズマのパーティに加わるまでは様々なパーティで前衛を務めており、盾職としての評価は高い。また聖属性（アクアの浄化魔法の巻き添えや涙など）に当てられてウィズが弱ってしまった時はカズマのドレインタッチを介して体力を分け与えるのも専ら彼女の役目。
パーティ加入後も自らの性癖や不器用さから度々足を引っ張っているものの、冒険を共にしていく内に、元々ダメな男が好みなこともありニート属性のカズマに惹かれ始め、カズマがアルダープの陰謀からダクネスのみならずダスティネス家そのものを救うと、カズマへの想いは決定的なものになる。とうとうカズマに告白するも、めぐみんがいることを理由に振られた。それでも、二人きりになった時などはカズマにアプローチを仕掛けては途中で誰かに見つかるのが定番となっている。
角川スニーカー文庫公式サイトTVアニメ化記念キャラクター人気投票では第6位。
クリス
声 - 諏訪彩花
ダクネスの友人で、サバサバとした明るい雰囲気の美少女。外見上の推定年齢は15歳前後。名前の由来は女神エリスの好きな花の名前から。髪は銀色の短髪。
スレンダーな体型と服装が相まって、初対面の者からは「少年」「坊主」「お兄さん」などと誤解される事が多い。
冒険者としての職業は盗賊。運に関してはカズマ以上に高い（冒険者カードには測定不可とでている）。決まったパーティーには所属しておらず、様々なパーティーを転々としている。ダクネスから話を聞いてカズマ達に声を掛け、その際にスキルを覚えたがっていたカズマにシュワシュワを奢る事と引き換えに盗賊のスキルを教えたが、スキルの一つであるスティール（窃盗）を使った勝負にて、カズマに自分のパンツを剥ぎ取られてしまい、挙句の果てパンツを返す代わりとして有り金を全て奪われた。カズマにはスティール以外にも「敵感知」「潜伏」「バインド」など、様々な盗賊スキルを教えている。王都では義賊として活動する傍ら、所有者のいなくなった神器を回収していたところ、カズマに「捕まえるため」と称して身体中をまさぐられるなど強烈なセクハラを受ける。その後カズマに事情を説明し仕事の協力を求めるが、その際にも体を触られるなどのセクハラを受ける。カズマと盗賊団としての協力体制が出来て以降は、カズマのことを「助手君」と呼ぶようになる。
その正体は女神エリスの地上での仮の姿。下界に降りた目的は神器の回収と、冒険者仲間が出来るようにと毎日教会に通い詰めていたダクネスと友達になること。カズマにはエリス祭開催前辺りで正体を看破されてしまい、それ以後もこれまで通り接してくれるようにお願いしているが、カズマのセクハラに対してはエリスとしての天罰に言及し強く牽制するようになる。主要人物のうちアクアには、自分が銀髪盗賊団の頭領であることも正体も知られておらず、ダクネスとめぐみんには銀髪盗賊団の頭領であることは知られているが、正体には気づかれていない。
女神であるが故に人間の恋愛話には免疫がないのか、カズマとめぐみん、ダクネスの恋愛関係に関する話には異様な食いつきを見せる。

### アクセルの街の人々
ウィズ
声 - 早見沙織 / 堀江由衣
常に蒼白な顔色をしており、ウェーブのかかった顔の右半分に斜めにウェーブのかかった長い茶髪にアホ毛、茶色目の巨乳の美女。しかしその正体は魔王軍の幹部の一人で、アンデッドの王「リッチー」である。20歳の時にリッチーになったので「永遠の20歳」。
元は高名な魔法使いであり、凄腕のアークウィザードとして名を馳せていた。冒険者時代の二つ名は「氷の魔女」。また、幹部の中で個人的に交友関係があるのはバニルのみで、他は知り合い程度の付き合い。普段はリッチーであることを隠しアクセルの街で魔道具屋を営んでおり、後にバニルを店員として迎える。商才が無く「頑張って働けば働くほどに貧乏になっていく」という不思議な特技を持つポンコツ店主。ガラクタや使い物にならないアイテムをしばしば仕入れては、その度にバニルの殺人光線を浴び黒焦げにされて折檻されている。
本来ならば人類の敵となる存在だが、本人の性格が善良かつ非常に気弱であり、魔王軍の幹部といっても中立かつ不干渉の立場だということから、正体を知るカズマたちからも見逃されている。なお、魔王軍の結界維持の条件として「冒険者や騎士など、戦闘に携わる者以外の人間を殺さない事」を掲げており、その条件に背いた魔族に対しては一切の容赦をしない。
変わり者が多いアクセルの街において数少ないまともな性格の持ち主。街の商店街の人達や冒険者ギルドからも凄腕の魔法使いとして信頼されている。街の人々に対しても非常に腰が低いため、ゆんゆんが安心して話せる数少ない相手であり、彼女の店はゆんゆんが知り合いを待ち伏せて出会うための駆け込み寺のようになっている。
女神であるアクアからは一方的に目の敵にされているが、アクアが涙ながら落ち込んでいる時は、献身的に慰めている。リッチーである自分を簡単に浄化できることから、アクアのことを本物の女神と認識する数少ない人物。また現在の温厚で気弱な性格はリッチーになってからであり、人間の頃はかなり好戦的な性格だった。リッチーになる以前を含め恋愛経験は皆無である。
成仏しきれない魂を浄化するために墓地に結界を張って除霊を行っていたが、そこをゾンビメーカーの討伐に訪れたカズマ達と出くわし、アクアによって浄化されそうになったところをカズマに救われる。その後事情を話し、害はないと判断したカズマによって見逃される。騒動後は店を訪れるカズマたちと一種の協力関係を築くようになる。アークウィザード時代の経験と魔力は衰え知らずで、上級魔法を駆使してカズマを助けている。
スピンオフ作品では、リッチーとなった原因や冒険者時代の仲間の帰りを待つためにアクセルの街に店を構えていることが明かされている。
角川スニーカー文庫公式サイトTVアニメ化記念キャラクター人気投票では第7位。
バニル
ウィズが経営する店でアルバイトをしている悪魔。
ルナ
声 - 原紗友里
冒険者ギルドの受付嬢。ウェーブ髪で巨乳な大人の女性。ギルドを訪れる冒険者たちに窓口で案内をしている。
美人なため、4つある受付窓口のうち彼女の所だけが混雑する。基本生真面目で優しい性格だが、荒くれ者が集まるギルドを統率するだけあって気の強い部分も持ち、侮辱されたりセクハラ行為は容赦なく当局（主にセナ）に通報される。
カズマがアクセルに来て以降は問題ばかりを起こす彼に頭を悩ませるようになり、更にはカズマだけでなく、アクアやめぐみん、ダクネスといったパーティメンバーの事も困り果てていたが、魔王軍幹部の連続討伐や機動要塞デストロイヤーの撃破といった様々な功績を目の当たりにしたことでカズマ達を認めるようになり、以来は「パーティに問題はあるが、実績だけは確か」と認識するようにもなる。
スピンオフ作品『この仮面の悪魔に相談を！』の第3話では、仮面の悪魔の「最近気になる相手」であるとされる。他の街のギルドの受付嬢は冒険者からもてるため恋人がいることも珍しくないが、アクセルの街では女性には知られていないサキュバスによるサービスが存在するため特別に受付嬢がもてるという状況はなく、自分に恋人ができないことに疑問を持っている。

#### ダストのパーティー
ダスト
声 - 間島淳司
くすんだ金髪の青年。18歳。スピンオフ『あの愚か者にも脚光を！』の主人公。職業は戦士。長剣を使う。
アクセルの街のチンピラ冒険者。素行不良で悪目立ちしており、いつもリーンにきついツッコミをもらっている。サキュバスからVIP扱いされるほどのサキュバスサービスの常連だが、あまりの悪行三昧の日々にロリサキュバスからは悪魔ではないかと疑われている。
カズマに「上級職にオンブに抱っこのハーレム気取り」と挑発して一時的なパーティメンバーの交換を持ちかけるが、その後のアクア達のあまりのポンコツぶりに号泣しながらカズマに謝罪し、それ以降は同じ経験を共有する友人関係となった。
ダクネスが一時パーティーを抜けた際には、臨時メンバーの前衛職としてパーティーに加わったこともある。仲間を大切にはしているようでリーンが貴族の男と付き合っていると勘違いした際は素性調査への協力をカズマに頼んだりもしている。
カズマの企画したクーロンズヒュドラの討伐戦に参加した際、賞金を独り占めにしようとして独断専行しヒュドラに食われたことで一度死亡しており、女神エリスとの面識がある。本人はそれを貴重な体験として自慢している。
実は「ダスト」は偽名とバニルに看破されており、クリスやアイリスもある程度正体に気づいている模様。
王族や貴族を相手にするのは慣れているが善良な者以外は大嫌い。アルダープとの相性が最悪らしく結婚式では他の冒険者たちともに盛大に邪魔をした。
キース
声 - 羽多野渉
ダストのパーティの一員で、軽薄そうな見た目の男。片目の隠れた髪に青い服。ダストとよく一緒におり、リーン曰く「ダストと同レベルのチンピラ」。ダスト、カズマと並びサキュバスサービスの常連。
冒険者としての職業はアーチャーで、カズマに「弓」「狙撃」「千里眼」などのアーチャースキルを教えた。
リーン
声 - 花守ゆみり
赤い髪を後ろで束ねた少女。幼さの残る顔立ちをしている。ダストのパーティの一員。野菜好き。
冒険者としての職業はウィザード。中級魔法を使える正統派の魔法使いで、魔道学院を出ている。魔力に優れた紅魔族の二人には引け目を感じている様子。
パーティ内ではダストとキースのツッコミ役として、ダストに対しては一言で「クズ」と言い切るなど評価・言動共に非常に辛辣な対応をする。一方でカズマに対しては、いち早くパーティリーダーとしての資質を見抜いている。初級魔法を工夫して使いこなすのを見て、自身が初級魔法を飛ばして中級魔法を習得した事もあって一目置いている。
いつも問題を起こすダストに辟易としてるが、クーロンズヒュドラ戦でダストが死んで、蘇生した際には大泣きしながら心配していた。
テイラー
声 - 土田玲央
ヘッドバンドに重い装甲鎧を着込んだ男。ダストのパーティーの一員。冒険者としての職業はクルセイダー。
カズマと一時パーティを組んだ時には、カズマのあまりの活躍にキースとリーンがパーティに残って欲しいと頼むも、カズマには帰るパーティがあるとただ一人窘めた。

#### 冒険者たち
ダクネスの知り合いの冒険者達
いずれもベルディアに敗れて死亡するが、アクアの手によって蘇生する。
セドル
声 - 若林佑
ダクネスの知り合いの冒険者で、逆立った髪に口髭を蓄えた戦士風の男。武器は大斧。
ダクネスと腕相撲勝負をして負けた腹いせに「ダクネスの鎧の中はガチムチの筋肉なんだぜ」と大嘘を流した事がある。
ヘインズ
声 - 陣谷遥
ダクネスの知り合いの冒険者で、金髪リーゼントの戦士風の男。武器は剣。
ダクネスの攻撃が当たらない事をからかった事がある。
ガリル
声 - 堂坂晃三
ダクネスの知り合いの冒険者で、鉄仮面をかぶった大柄な戦士風の男。武器は大型のハンマー。
ダクネスを1日だけ自分のパーティーに入れた事があり、その時に「何であんたはモンスターの群れに突っ込んで行くんだ！」と泣き叫んでいたとのこと。
ライズ、ライナ
声 - 上西哲平（ライズ）、三上由理恵（ライナ）
戦士の青年と盗賊の少女。スピンオフ『この素晴らしい世界に爆焔を！』で登場。
ライズが兄、ライナが妹。兄妹二人でパーティを組んでいる。
アクセルの街に来て間もないめぐみんをパーティに引き入れたが、その性能を見て「釣り合わない」と遠回しに断った。
アイン、ロッド、トマス、ジャック
声 - 金子隼人（アイン）、土田玲央（ロッド）、樫井笙人（トマス）
男4人でパーティを組んでいる駆け出し冒険者。スピンオフ『この素晴らしい世界に爆焔を！』で登場。
アインは剣を使う戦士（もしくはソードマン）、ロッドはランサー、トマスはエリス教のプリースト、ジャックは大きな弓を使うアーチャー。小物のモンスターを専門に狩っている。
めぐみんをパーティに引き入れ、爆裂魔法の威力に興奮していたものの、それしか使う気がないという彼女を言葉を聞いて今後組むことを断った。
魔法使いの女の子
声 - 長谷美希
アクセルの街の駆け出しの魔法使い。名前は不明。
魔法使いとしてはクリエイト・ウォーターを使えるが、上級魔法は扱えない。小さい弟がいるとの事。

#### ダスティネス家
ダスティネス・フォード・イグニス
声 - 井上和彦
ダクネスの父親。大貴族ダスティネス家の現当主。「王家の懐刀」とも呼ばれ、その権威や影響力は王家に次ぐほど絶大である。妻を早くに亡くし非常に子煩悩、自由に育てたがあまりダクネスが現在の性癖になってしまったと思っており、将来を真剣に心配してたびたびダクネスに見合い話を持ちかけるが、その度に張り倒されている。ただ普段の親子仲は非常に良好。
アクアがベルディアを討伐する際に召喚した洪水で壊れた城壁や建造物の修繕費の半分以上（推定二十億エリス相当）を、領主であるアルダープに借金をする形で肩代わりしており、少しずつ返済していくつもりだったが、ダクネスを欲するアルダープが痺れを切らし、悪魔マクスウェルによって死に至る呪いを掛けられ一時期は危篤状態にまで至るが、アクアによって呆気なく解除された。
ダクネスがアルダープの求婚を受け入れ実家に引きこもってからは（セクハラの権化のような実態を全て把握した上で）ダクネスを助けようと奮闘するカズマを大変気に入り、何とかダクネスとくっつけようと日々画策している（見合い話はダクネスに張り倒されるが、カズマに関しては照れながらも感謝している様子）。アルダープの失踪後は、アクセルの街の新しい領主を務めることとなった。
ハーゲン
声 - 古川伴睦
ダスティネス家の執事長をしている初老の男性。度々カズマ達の屋敷を訪れている。
ダクネスとアルダープの結婚式が行われる際、アクアに司祭役を依頼している。

#### その他（アクセルの街）
セナ
声 - 生天目仁美
王国検察官。長い黒髪に眼鏡の明晰そうな女性。20歳。巨乳。
犯罪者や被疑者に対しては高圧的かつ酷薄な態度をとるが、素の性格は気弱。生真面目で融通が利かず、わからないことは追及したがる性格。その性格が災いして交際相手ができたことはなく、当人も気にしている。
コロナタイトで領主の屋敷を吹き飛ばしたカズマを国家転覆罪の疑いで逮捕し、嘘を見破る魔道具の反応から魔王軍の関係者の疑いを持つに至り、裁判ではほとんどこじつけの印象操作で裁判長の心証に働きかけ、結果としてカズマを極刑寸前にまで追い詰めたが、最終的には身分を明かしたダクネスの計らいによってカズマを処分保留に留める。その後はカズマの監視役となったが、魔王軍幹部のバニルを討伐した一件から完全に疑いを解き、彼らを無罪放免として感謝状を贈った。
スピンオフ作品ではボーイズラブ好きであることが明らかになっている。
親方
土木会社の長で、カズマとアクアの一時期の雇い主。浅黒い肌に金髪で口髭を蓄え、大柄で筋肉質な体躯をしている。
アクアの優れた工事の腕を見んで正社員の誘いもかけていたという。
サキュバスたち
人間の男性の精気（性欲）を吸って糧としている女性型の悪魔。人間の男性から見て色々なタイプの魅力的な容姿のサキュバスがいる。アクセルの街のサキュバス達は秘密裏に店を開いて男性冒険者達との共存共栄の関係を築いているが、事情を知らない女性冒険者からは容赦なく討伐されてしまう。
対象に好きな夢を見せる能力がある。人間を操る力もあるが、常に使用しているわけではない。また、戦う力自体は弱いらしい。悪魔のため人間に比べれば長生きだが、バニルから見れば皆子供だという。
女神エリス感謝祭ではカズマの気配りから堂々と祭りに参加できるようになったため、彼に感謝してした。

サキュバスリーダー
サービス店（表向きは喫茶店）を経営しているサキュバス達のリーダー。バニルに挨拶として粗品を贈り、お返しに彼の抜け殻を貰って喜んでいた。
受付サキュバス
声 - 三石琴乃
カズマに接客した店員で、ピンクのロングヘアーのサキュバス。カズマより年上の大人びた印象。
ロリサキュバス
声 - 山下七海
ピンク髪のショートヘアの幼げなサキュバス。店では一番の年少。客であるカズマの屋敷を訪れたところをアクアの結界に嵌まって消滅されそうになったが、咄嗟に体を張ったカズマに助けられ、無事に屋敷から逃げ出すことに成功した。『あの愚か者にも脚光を！』ではレギュラーメンバー。ダストたちとクエストに参加する際に、ロリーサという偽名を名乗っている。
カズマの屋敷での失敗から、同僚から同情される日々を送っており、肩身の狭い思いをしていた。
種族の例にもれず大悪魔のバニルに憧れており、彼の写真集を購入して本人からサインを貰ったり、たまにウィズの店を訪れるなどしている。
サービスの常連であるダストとはいいように利用される立場でサービス以外でも交流があるが、ダストの悪行を目の当たりにすると、実は悪魔ではないかと疑っている。
アンナ・フィランテ・エステロイド
カズマたちが住む屋敷にいる少女の幽霊。庭に墓がある。人に危害を加える悪霊ではないが、たまにランプの灯を消したりと悪戯をすることがある。
生前は貴族とメイドの隠し子として生まれて屋敷に幽閉されており、両親は病にかかって死亡、その後本人も同じ病にかかり、幼くして一人寂しく死んでいったという。アクアは自分の能力で幽霊の存在と生前の様子を見抜き、カズマたちに作り話だと疑われていたが、後に事実であったことが発覚する。
好きなものはぬいぐるみや人形、冒険者達の冒険話。子供ながらこっそりお飲んでいた酒も好き。ウィズや不動産屋はその存在を認識し、気にかけている様子だった。カズマ達が屋敷に住んでからは日々の暮らしに満足している様子。日常的にアクアが話し相手となっている。

### アクセルの街近郊に住む貴族
アレクセイ・バーネス・アルダープ
声 - 長嶝高士
アクセルの街を含む領地の領主。大柄で太った好色な中年男で、絵に描いたような悪徳領主。
本来ならば転生者しか所有していないはずの神器（チートアイテム）を二つも所有しており、その内の一つ「ランダムにモンスターを召喚する」神器で召喚した悪魔（マクスウェル）を使役することで様々な悪事や不正を働いてはそれらを隠蔽し、現在の地位まで上り詰めた。
かねてからダクネスを自分の嫁にしようと執拗に狙っており、カズマたちの戦いとダスティネス家の善意を利用して、ダスティネス家に多額の借金を負わせて貸しを作る。その一方、ウィズがテレポートした「コロナタイト」に屋敷を壊されたことで激怒しカズマを極刑にするように命じたが、彼がダクネスの仲間だと知りさらなる貸しを作るためカズマを処分保留にすることに納得した。その後、自分の養子バルターとダクネスとのお見合い話を持ちかけ、神器の力でバルターと体を入れ替えることでダクネスを自分の嫁にしようと企むが、品行方正なバルターがダクネスの好みに合わず破談に終わったため失敗する。
王都では「他者と身体を入れ替える」神器をアイリスに献上し、これを用いて第一王子の身体を狙っていたが、カズマとクリスによって未然に阻止された。
マクスウェルの呪いによりダクネスの父親を弱らせた上で、これまでダスティネス家に背負わせた借金20億エリスの肩代わりとして、自らとダクネスとの結婚を認めるよう強引に迫り、ダクネスとの婚儀を強行に進めていたが、結婚式の際カズマ達が20億エリスと引き換えにダクネスを攫っていき、その直後バニルに騙され、使役していたマクスウェルとの契約を自ら解除してしまったため、マクスウェルの力で隠し通してきた今までの悪事や不正が一気に露見してしまい、全財産を没収され無一文となったうえ地獄に連れて行かれた。
アレクセイ・バーネス・バルター
声 - 石川界人
アルダープの息子。アルダープが「拾ってきた」と回想していることから養子であることが窺える。父親とは似ても似つかぬ爽やかな好青年。
非常に努力家で、民のためにより知識をつけようと、日々勉学に励んでいる。また、最年少で騎士に叙勲されるほどの剣の腕を持つ。更に人柄も良く誰に対しても怒らず、家臣が失敗しても決して叱らず、なぜ失敗したのかを一緒に考えようとする、まさに完璧を絵に描いたような人物。
父親の悪政にはよく進言している模様。父親に半ば押し付けられたダクネスとの見合いには当初断るつもりだったが、彼女の素の性格を見て本気で惚れてしまった模様。しかし、カズマの方がダクネスを幸せにできると思い身を引いた（アルダープは彼とダクネスとの見合いが成功した場合、すぐさま神器を使い身体を入れ替える算段だった）。
父親の悪事や不正が明るみに出た際には、関与していなかったということでお咎めなしとして、今後は新たに領主となったダクネスの父であるイグニスの補佐になった。
アンダイン
アクセルの街近郊に住んでいる悪徳貴族。違法に入手した神器「聖鎧アイギス」を銀髪盗賊団に盗まれた。
その後、悪徳な警備会社「八咫烏」に屋敷の警備を依頼したものの、あえなく財宝が盗まれている。
カレン
金融業で成り上がった裕福な悪徳貴族・ドネリー家の当主を務める貴族の娘。『続・この素晴らしい世界に爆焔を！』で登場。フルネームは不明。財政的にはダクネスの実家を凌駕するが、人々から法外な利息をとったりモンスターに囲まれた屋敷に残る部下を見捨てて逃げるなどの行為により人望は薄い。
モデル体型の赤毛の少女で、背はカズマと同じくらい。歳はカズマより年上の印象で、ダクネスと近い。
ダクネスとは社交界でたまに会うが、「家柄だけが取り柄」などと彼女を見下した発言をしているため仲はあまり良くない。スレンダーな体型を気にしており、ダクネスがグラマラスであることも争いの原因になっている。
アクセルの街郊外の森の中にある別邸に住み、屋敷周辺に強力なモンスターが湧き出したとのことでカズマ達に討伐を依頼する。だが、その真相は彼女率いるドネリー家が引き起こした自業自得で、禁制品の魔道具を使ってランダムにモンスターを召喚・売却し「ハズレ」は外に遺棄するといった違法行為が原因だった。その後、神器の使用を疑った銀髪盗賊団に証拠の品を盗み出されたことでこれらの裏事業が明るみに出て、領主・ダスティネス家から何らかの処分を下された。
実はドジっ娘。銀髪盗賊団を捕えようとするもカズマのスティールによりパンツどころかブラまで奪われカズマたちを見逃すことで素っ裸にされる事態を回避した。

### 紅魔族（こうまぞく）
めぐみん

ゆんゆん
声 - 花澤香菜 / 豊崎愛生
「蒼き稲妻を背負う者」「雷鳴轟く者」の通り名を持つ紅魔族の族長の娘でめぐみんのライバル（自称）。13歳→14歳。めぐみんより少し背が高く全体的にスラリと整った体形をしており、発育も良い美少女（この点に関してはめぐみんが唯一負けを明確に認めている）。
冒険者としての職業はアークウィザード。中級魔法と上級魔法が使え、めぐみんとは違い体術もこなせる文武両道の優秀な魔法使い。
普段は温厚で誰に対しても優しいが、その反面めぐみんの発言や言動に怒ってツッコミを入れたり、カズマのある発言を聞いてアクア達共々怒りを見せるなど、時折ムキになる一面もある。
変わり者ばかりの紅魔の里では珍しく常識的な性格であり、紅魔族独特の名乗りも恥ずかしがっている。つまり紅魔族の中ではマイノリティであり、逆に変人扱いを受けてしまう。学生時代は友達がおらず、めぐみんからも「ぼっち」とからかわれているが、本人はつい見栄を張って友達はいると否定している。また様々な黒歴史を体験しており、本人はそれをひた隠しにしている。めぐみんとは同期であり、何かにつけて自分よりも好成績なめぐみんに勝負を持ちかけ、その度に弁当を巻き上げられていた。
めぐみんに対してはライバル心を抱くとともに友人でもあると思っており、彼女に素っ気ない態度をとられると慌てながらすがりつく。引っ込み思案でお人よしの小心者だが、言うべきことは言うタイプで誰かを守る場面では腹を括れるなど、逆境に強い。アクセルに来てからは素の性格のままでも友人が増えてそれなりに楽しい日々を過ごしており、上級魔法を習得してからも紅魔の里には帰らずアクセルに住み続けている。
スピンオフ作品では、めぐみんと並んでダブルヒロインとみなされることが多い。またアクセルの街のサキュバスの存在を知ることになり、その場で討伐しようとするが「仮面の悪魔」に止められる。
角川スニーカー文庫公式サイトTVアニメ化記念キャラクター人気投票では第5位。

#### めぐみんの家族
こめっこ
声 - 長縄まりあ
めぐみんの妹。5歳。めぐみんが小さくなったような風貌で、短い二つ結びに星形の髪飾りをしている。自称「紅魔族随一の魔性の妹」。魔法はまだ使えない。めぐみんのことを尊敬しており、過去に農家の野菜を盗んだりや虫の幼虫をたくさん捕まえてきためぐみんを見て純粋に褒めていた。
まだまだ子供で普段は家で一人留守番していたり、勝手にどこかへ遊びに行ったりしている。食欲旺盛で常に食べ物を探しており、ちょむすけを非常食として食べようとしてはめぐみんに止められる。魔法使いとしての素質は確かであり、肝の座った性格や愛くるしい仕草などから、めぐみんからは「将来大物になる」と言われている。
邪神の墓へ赴き、その封印を解いたのは実はめぐみんではなく彼女。
角川スニーカー文庫公式サイトTVアニメ化記念キャラクター人気投票では第9位。
ひょいざぶろー
声 - 高橋広樹
めぐみんの父。一風変わった性能の魔道具を作る魔道具職人だが、大半は実用性がなく売れないため家計は火の車である。（商才の無い）ウィズには腕を見込まれており、彼女の店に商品が置かれている。
2人の娘（特にこめっこ）は目に入れても痛くないと語る。
ゆいゆい
声 - 能登麻美子
黒い艶やかな長髪の女性。めぐみんの母。夫の作った魔道具を他所の街に売りに行くため、よく家を留守にしている。
カズマの財産に目が眩み、ひょいざぶろーとダクネスをスリープで眠らせ、奸計を用いてめぐみんとカズマを一夜をともにさせてしまう。「スリープ」「ロック」「アンクルスネア」といった、足止めに最適な魔法を使う。

#### レッドプリズン
あるえ
声 - 名塚佳織
めぐみん、ゆんゆんの同級生。「紅魔族随一の発育」を名乗るめぐみんの友人。髪型は蝙蝠の羽型の髪留めに短めの縦ロール。オシャレに気を遣っているようで、常に眼帯をしている。マイペースでサバサバした性格で、学校の成績は二人に次いで優秀だった。めぐみんのお別れ会にも招待され、餞別として「強大な魔力を封印する」（という設定の）眼帯を贈った。
作家志望で、現在は『紅魔族英雄伝』を執筆中。作品は手紙でゆんゆんにも送っている。紅魔族の例に漏れず芝居がかった言動や展開が好きで、彼女の場合は演技力も高い。
あるえの送った手紙によるゆんゆんの勘違いや、あるえの執筆した小説を破った件などからカズマとは険悪な関係になっている。
各巻頭の紅魔の里の紹介記事『“紅魔の里”不滅目録（エターナルガイド）』は彼女が書いたという体になっている。
ふにふら、どどんこ
声 - 富田美憂（ふにふら）、鈴代紗弓（どどんこ）
めぐみん、ゆんゆんの同級生。ふにふらは「紅魔族随一の弟思い」で、長めのツインテールにヘアピンを着けている。どどんこは「紅魔族随一の...なんだっけ」（忘れている）で、短めのポニーテールにリボンをしている。ふにふらには歳の離れた弟がおり、どどんこからは「ブラコン」呼ばわりされるほど溺愛している。
いつも2人で行動しており、オシャレに気を遣ったり、噂話と架空の恋人を織り交ぜた謎の恋バナをしている。魔法使いとしての実力はあるえに及ばない程度。何かとめぐみんやゆんゆんをからかっているが、大抵はめぐみんの逆襲に遭い泣きを見ている。また、二人から嫌われているわけでもなく、どちらかといえば親しく接している。
2人とも性格は少々傲慢で浮ついているが、打たれ弱く純情。友達になるという名目でゆんゆんに近づき金銭をたかったことには後に罪悪感を感じていた。
めぐみんの旅立ちの際には、餞別として自分たちで材料を集めた高級な杖を贈った。その後の再会時も相変わらず彼女をからかっていたが、カズマを「私の男」と紹介され、彼女が自分達より先に「大人の階段を上った」ことにショックを受けていた。
ねりまき
声 - 石上静香
めぐみん、ゆんゆんの同級生。「紅魔族随一の酒屋の娘」で、居酒屋の女将を目指している。長い黒髪。学校の成績はあるえの次に良かった。
第14巻では実家の店で働いており、カズマやアイギスの接客をしたり雑談に興じている。

#### その他（紅魔族）
ぶっころりー
声 - 中島ヨシキ
めぐみんの家の近所の青年。「紅魔族随一の靴屋のせがれ」。めぐみんとは兄妹のように育ったが、互いに異性としての意識は皆無。普段は「世界が必要とするまで力を温存している」を言い訳して家業の手伝いもせずに暇を持てます冴えないニート。紅魔族だけあって魔法使いとしての能力は高く上級魔法も習得済みであり、上級魔法以外でもテレポートの魔法を使用している。里一番の美人であるそけっとに好意を持っている。日頃魔法で姿を消してそけっとをストーカーしていたが、彼女からはおおよそ気づかれていた。
スピンオフ『この素晴らしい世界に爆焔を！』ではそけっとに近づくため、めぐみんとゆんゆんに協力を依頼する。ストーカーの件や下心でついそけっとをトルネードでふっ飛ばすなど一悶着あったもののなんとか会話できるようになり自分の恋人になる可能性の高い女性を占ってもらうが何も映らなかったため絶望し、ニート仲間とともに「対魔王軍遊撃部隊」（レッドアイ・デッドスレイヤー）という大仰な名前の自警団を組織してリーダーをしている。
本編では魔王軍に追われていたカズマたちを「ライトオブセーバー」で助けてテレポートで里に案内した。その後もそけっとと連携して魔王軍やその幹部のシルビアと戦っている。自警団としての仕事としては基本的に暇であるものの里の近くで無意味に爆裂魔法をぶっ放した疑いのめぐみんを勾留したり、怪しげな魔物への警戒もしている。カズマとはニート同士気が合うところがあるようで、暇つぶしの方法で意気投合していた。
そけっと
声 - 長谷美希
「紅魔族随一の美人」と呼ばれる若い占い師の女性。趣味で木刀を購入して持ち歩いている。紅魔族一般の特徴だが修行好きで、たまに山に出かけて必殺技の練習をする。
占い師としての実力は確かで、未来を見通す悪魔の力を一時的に借りることでほぼ必中すると里の内外で評判が高い。また、悪い未来を占ったときは回避することもできる。ただし自分に関することは占えない。
ぶっころりーのことはニートであることを除けば悪い男ではないと思っているが、怒った時は恥ずかしい過去やプライベートを占って彼をしばらく引きこもらせたこともある。5巻では息の合った連携で魔王軍と戦っていたが、14巻の頃にはぶっころりーを呼び出して占った後に追い返したり、警備中の彼に稽古の名目で襲撃を掛けるなど態度が変化したためぶっころりーから嘆かれている。

### アクシズ教団の関係者
ゼスタ
声 - 増谷康紀
アクシズ教団の最高責任者のアークプリースト。水の街アルカンレティアの司祭を務めている。
プリーストとしての能力は非常に高く、上位魔族相手にも対等以上に渡り合うほどだが、アクシズ教徒らしく図太い性格をしており、万事にいい加減で無責任な人物。エリス教団を目の敵にしている。
洞察力にも優れており、アクアの行った大規模な水の浄化などはアークプリーストの能力を超えていることなどから、女神であるアクアの正体を看破している数少ない一人。
セシリー
声 - ファイルーズあい
アクシズ教団のプリースト。アルカンレティアの大教会に所属していたが、後にアクセルの街のアクシズ教会の責任者となる。
妙齢の美女だが、アクシズ教徒の例に漏れず、欲望に忠実で他人の迷惑を考えない性格をしており、日々エリス教団への嫌がらせに勤しんでいる。貧乏なため、たびたびエリス教団の炊き出しの世話になっている。
少年や少女が大好きで、めぐみんに「お姉ちゃん」と呼ばれて喜んでいる。ところてんスライムが大好物。

### 王族・王都の関係者
ベルゼルグ・スタイリッシュ・ソード・アイリス
声 - 高尾奏音
作中では主にアイリスと呼ばれる。ベルゼルグ王国の第一王女。12歳。
王族らしい気品と、どことなく儚げな印象を持つ美少女。
カズマに対しては、初対面での無礼な立ち居振る舞いから、逆に気に入ってしまい自らの意思で王宮に招いた。実の兄（第一王子）がいるが王族であるため、ある程度の年月が経つ頃から疎遠であり内心はもっと構って欲しいと思っている。その寂しさを埋めるためカズマのことを「お兄ちゃん」「お兄様」と呼び慕っている。
王族の立場ではなかなか聞けないカズマの話に興味を示すが、どちらかと言うと冒険譚よりもダクネスとの夜の話に食い付きが激しい。王族として厳格な教育を受けたため初登場時には人見知りする大人しい性格だったが、カズマのことを気に入ると強引にカズマを王都へ連れて行ってしまい、カズマのことを一途に慕いなかなか手放そうとしない。また、カズマと接しているうちに、カズマの言動や行動に影響されてとんでもない悪戯や王族らしくない搦め手を使ったりするようになる。
カズマから聞かされた、主に日本におけるあからさまな嘘っぱちの作り話を何の疑いもなく信じてしまうところがあり、またカズマの作った庶民料理であるチャーハンと餃子の美味しさに感嘆する。それを見たアクアやめぐみんにおもちゃ扱いされ、アクアの作ったツナマヨご飯や、めぐみんの作ったザリガニ料理（表向きはロブスター料理ということになっている）の味まで教え込まれてしまう。
武勇で知られるベルゼルグ王家の一員であるため、儚げな見た目とは裏腹に、実は反則級の強さを誇る。王家に伝わる聖剣なんとかカリバー（日本人ならほとんど知らぬ者がいないほど有名な剣）を携え、「エクステリオン」といった必殺技を繰り出し、強力な騎士やモンスターでも一撃で葬り去る。このときカズマ一行は護衛という名目でアイリスに随行しているが、どう見てもアイリスに護衛など必要なく、随行者であるカズマが役に立ったのは主にレヴィ王子との交渉や賭けといった場面である。
銀髪盗賊団として現れたカズマと対峙した際には、王族の女性として伴侶となる相手に渡すはずだった指輪を「スティール」で奪われた。その際カズマは仮面をつけていたが、アイリスもクレアもその正体がカズマであることは概ね察している。その後それを気にしたカズマが、第10巻で指輪をアイリスにプレゼントした。
第9巻で隣国エルロードの王子が許嫁であることが明かされる（第10巻で婚約解消）。
角川スニーカー文庫公式サイトTVアニメ化記念キャラクター人気投票では第3位。
クレア
声 - 矢作紗友里
アイリスの護衛の女騎士。貴族シンフォニア家の出身。短めの髪に男性用の白いスーツ着て、腰に剣を指している。カズマからのあだ名は「白スーツ」。
過保護な側近で、主・アイリスを慕うあまり忠誠心以上の感情を抱いているが、周囲や本人にはひた隠しにしている。アイリスと親しくなったカズマとは犬猿の仲だが、アイリスの縁談の際には結託していた。
レイン
声 - 上田麗奈
クレアとともにアイリスの付き人をしている女性で、地味な印象の魔法使い。
3人の中では一番の常識人で、世間知らずな二人をいさめる苦労人。自分が地味で目立たないことを気にしている様子。

### エルロード国の関係者
レヴィ
エルロード国の第三王子で、アイリスの許嫁。そばかすのある赤毛の少年で、歳はアイリスと近いが、背はカズマと大差ない。
気位が高く、一族の例にもれずギャンブル好きで負けず嫌いな性格。未熟だが政治的な強かさも持ち合わせている。
当初は交渉もあってアイリスを「野蛮な一族」と見下し突き放していたが、実は国の大事のために自身を偽っていただけだった。後に和解するも、婚約に関してはなかったことになった。
カズマのことをベルゼルグの王子と信じ込んでいた。
ラグクラフト
エルロード国の宰相。未熟なレヴィ王子に代わって政治の切り盛りをしている。働き者でやり手のため、王族を始め家臣や国民からの信頼も厚い。
しかし、その正体は魔王軍諜報部隊長のドッペルゲンガー（姿を自在に変えられるモンスター）であり、人間に化けたスパイ。30年以上前に内政官として城へ潜入したが、根が真面目なため国の内情に呆れ、財政難を立て直すなど必要以上に仕事を頑張り、そのうち当初の目的も忘れてひたすら国のために働き、それなりに苦労をしたという。
魔王軍に対する穏健派を装い、国の使者として直に魔王と相互不可侵の約束を交わし、王子に進言してベルゼルグ国への支援を打ち切らせようとしたが、アイリスに心打たれたレヴィ王子の決断により計画は失敗、窮余の策と腹いせにカズマとダクネスをとらえ、カズマに化けてアイリスに夜襲を仕掛けるも正体を見抜かれ、なんとかカリバーの一撃により返り討ちにされてしまった。

### 神族
エリス
声 - 諏訪彩花
エリス教の御神体にして、幸運を司る女神。女神としてはアクアの後輩にあたる。年齢不詳。アクアと同じく数々の支援魔法を使えるが、中でも幸運（ブレッシング）の支援魔法は自身曰く「先輩（アクア）のブレッシングとは一味違いますよ」との事。
異世界で死んだ者を導く役割を担っており、そのためカズマが死亡するたびに顔を合わせている。落ち着きがあり上品で、アクアとは対照的な存在であるため、カズマからはかなりの好印象を持たれており「色物枠でない、正真正銘のメインヒロイン」とみなされている。
たまに姿を変えて女盗賊「クリス」として下界に降りており、女神として死者を導きつつ、本来の所有者がいなくなった神器（チートアイテム）を他の者に悪用されないように回収をしている。女神としての使命を全うしているだけでなく、その性格も相まってカズマが唯一尊敬している神様である。
貧乳であることを気にしており、クリスの姿で地上に降臨する際は、貧乳が原因で様々な精神的ダメージを受けることもしばしばである。
第2巻でカズマが冬将軍によって殺された際、死を悼みつつも天界規定に基づいてカズマを日本で生まれ変わらせようとしたが、天界規定を完全に無視したアクアによってカズマの蘇生が無理矢理強行される事となり、必死に止めようとしたところをアクアから弱味を晒された事で渋々特例としてカズマの蘇生を認めた。その後しばらくの間、天界規定を破ったことの後始末に追われることになった。その後は、第4巻でカズマがリザードランナー戦で木から落ちて死亡した際、第6巻でカズマがコボルトの群れに叩き殺された際、第7巻でカズマがクーロンズヒュドラに食われた際にカズマを蘇生させている。劇場版『紅伝説』においても、シルビアと共に爆死したカズマを蘇生させているが、遺体のあまりの惨状に嘔吐している。
その後第7巻の最後になって、クリスとエリスは同一人物であることがカズマに発覚する。アクアやめぐみん、ダクネスはその事実に気付いておらず、そのためエリス教のご神体本人でありながら、ライバルであるアクシズ教徒の店の売り子をやらされたりもしている。
エリス祭では本人が「エリス」の名前でミスコンに参加し、信者たちを仰天させた。これにより後にアクセルの街は女神エリスが降臨した地ということになり、エリス教団の聖地として認定された。
第12巻及び第13巻では、悪魔やアンデッドを見ると我を失い襲い掛かる習性があり、悪魔に対してはアクア以上に容赦がないという、女神としての本性を現した。悪魔とはいえ特段悪い事をしているわけでもないゼーレシルト伯爵を執拗に攻撃した。
なお、カズマから唯一求婚されている正統派ヒロインである。
角川スニーカー文庫公式サイトTVアニメ化記念キャラクター人気投票では第2位。
天使
声 - 加隈亜衣
アクアの仲間である天使。柔和な顔立ちで物腰も柔らかいが、性格は淡白でありアクアの言い分を全く聞かずに一方的に話を進めていた。カズマが異世界に転生するときにチート武器の代わりにアクアを選んだカズマの意見を了承し、アクアの仕事を引き継ぐために現れた上でカズマとアクアを異世界に送った。
大変真面目な性格で、カズマの後にやってきた日本人に今までに送られた日本人の末路・生存率、言語習得のデメリット、異世界の世知辛さを洗いざらい話してしまったことから、日本人転生者はカズマが最後となっている。
ウォルバク
怠惰と暴虐の女神。スピンオフ作品で紅魔の里「邪神の墓」に封印されていた女神。アクシズ教徒クリスチャンから「邪神」と呼ばれていた。幼い頃のめぐみんが封印を破り解放された。怠惰の女神と暴虐の魔獣に分裂し、女性は後の魔王軍幹部、魔獣は黒猫の姿でこめっこの前に現れ夕食にされるところをめぐみんに救われ使い魔となる。
魔王軍にはウォルバクの信者がいる。

### 魔王軍
魔王を頂点に8人の幹部と魔族、モンスターで構成されている。幹部は、ウィズ・ベルディア・バニル・ハンス・シルビア・邪神ウォルバク（女）・セレスディナ・魔王の娘。
WEB版での幹部は、ウィズ・ベルディア・バニル・シルビア・セレスディナ・魔王の娘・預言者の7人のみが言及されており、残りの1名は不明扱い（物語開始以前に死亡）されていた。
魔王
スピンオフ作品では、現在の魔王は元チート持ちの孤独なソロプレイヤーで、元の魔王を討伐し、魔王になったとされている。
魔王軍を率いる娘がいる。

#### 幹部
ウィズ
魔王軍の（なんちゃって）幹部で、アンデッドの王・リッチー。

バニル
声 - 西田雅一
魔王軍の幹部の一人。ウィズの数少ない友人。スピンオフ作品『仮面の悪魔に相談を！』の主人公。地獄の公爵にして、通称「見通す悪魔」。悪魔族として、人間が放つ悪感情を糧にしている。笑い方は「フハハハハ」。一人称は「我輩」。仮面が本体で、小説版のイラストなどでは黒のタキシードを着て白のネクタイをした大柄な人物。七大悪魔の第一席。
「見通す悪魔」の名の通り、相手の行動・思考を見透かした独特の喋り方をする。ウィズ同様、魔王城の結界の維持のためだけに協力している「なんちゃって幹部」であり、前々から魔王軍を辞めたがっていた。アクアとは種族的にも性格的にも犬猿の仲であり、会うたびに喧嘩している。
「バニル式殺人光線」なる技を多用する。作中で対人使用（アクアは女神なので含まれない）されたことはないが、アクアに向けて放たれた余波がウィズやダクネスに命中することがよくある。他に目ビームも持つが、これは使用すると自分の目が焦げてしまうのでまだ使った事はない。その他にも突如脱皮したり、仮面から身体を生やしたりなど、この世界の他の生物の例に漏れずおかしな行動を数多くとる。
カズマに対しよく商談を設けることとなる。カズマが知る限りのライターやコタツなどの知的財産権を買い取り、日本商品を量産する事で予てからの夢を実現するため、活動資金を稼いでいる。本人は人間を害するつもりは無く、彼が好む悪感情は恐怖や絶望の類ではなく、期待が裏切られた時の残念な感情であるため、むしろ人間を極力傷つけずからかうなど楽しんでいる。しかし自称「魔王よりも強いかもしれないバニルさん」と言うだけあり実力も高い。
悪徳領主であるアルダープが悪魔（マクスウェル）を使役して悪事を働いた際は彼を大衆の面前で醜態をさらすだけでなく、契約を打ち切ったマクスウェルに彼を地獄に連れて行かせ死ぬまで代価を払わせさせるなど、普段の彼からは想像もつかない悪魔としての一面を見せた。
ダンジョンでカズマ達と対峙し、ダクネスの体を乗っ取った上で弱体化した状態から多くの冒険者を倒したり、カズマとも交戦するが、最終的には本体である仮面を破壊されて倒される。これにより死亡したかに思われたが、実際には残機が一人減っただけ（それ以降、彼の仮面の額には「II」という文字がある）の状態で復活を果たす。一回討伐されたことで魔王軍幹部の地位を失い、以後はウィズが経営する店でアルバイトに勤しんでいる。
ギルドで相談窓口を開くようになる。またその傍らでは、定期的に近所のゴミ捨て場に集まっているカラス達を追い払ったりもしており、ご近所の奥様方から「カラススレイヤーのバニルさん」と呼ばれるほどに馴染む。
角川スニーカー文庫公式サイトTVアニメ化記念キャラクター人気投票では第10位。
ベルディア
声 - 安元洋貴
魔王軍の幹部の一人のデュラハン。恐ろしげな容姿とは裏腹に良識的な性格。騎士としての誇りが高く、基本的に一般人には危害を加えない。
めぐみんのことを「頭のおかしい大馬鹿者」と罵倒する一方で、ダクネスのことは「（その変態性はさておき）仲間を庇う騎士の鑑のような者」と敬意を示しており、また仲間を呪いから庇ったダクネスを見捨てた（と勘違いした）時は激怒していた。
無数のアンデッドナイトを同時に召喚する他、デュラハンの特性を活かして頭を空高く投げ上げて鳥瞰的視野で戦うなど高い戦闘力を持つ。しかし、デュラハン（＝アンデッド）の特性故、アークプリーストの浄化魔法や流水が弱点（浄化魔法に対しては魔王から特別な加護を受けた鎧と、彼自身の力によりある程度の耐性はある模様）。
ウィズが魔王城にいた頃は、彼女の足元に自身の首を転がし、スカートの中を覗こうとするなどのセクハラ行為を繰り返していた。
ある調査のためにアクセルの街の近くの廃城に越してきており、その廃城がめぐみんの爆裂魔法の標的にされた事に関しても当初は弱者の戯れと放置していたが、毎日のように爆裂魔法を放ち続けてきたために流石に頭にきてアクセルの街を襲撃した。最初は口頭による警告のみでその場を去ろうとしたが、めぐみんが爆裂魔法を放つのをやめるつもりが無かったために彼女に対し「一週間後に死ぬ宣告」の呪いを掛けた。その後、ダクネスが庇ったために失敗はしたものの、仲間意識の強い紅魔族にはその方が効果的と判断し「ダクネスの呪いを解除して欲しければ城まで来るがいい」と言い残してその場を去った。ダクネスに掛けられた呪いがアクアによって解かれていた事を知らず、一週間経っても城までやって来ないばかりか、相変わらずめぐみんが爆裂魔法を放ち続けたことで遂に堪忍袋の尾が切れ再度アクセルの街を襲撃したが、カズマ達との争いの末にアクアの浄化魔法によって倒された。
ハンス
声 - 津田健次郎
魔王軍の幹部の一人。普段の外見は浅黒い肌の茶色の短髪の男性だが、正体は「デッドリーポイズンスライム」というモンスターの変異種。捕食した人間の姿に擬態することが出来る。
カズマは当初「スライム＝雑魚モンスター」という日本人独自の先入観から侮っていたが、この世界ではある程度の大きさになったスライムはかなりの強敵である。更にハンスの場合、即時に大量の猛毒を分泌でき、対策をしていない状態で直接彼の身体に触れた場合、即死は免れないほどの危険モンスターである。性格や能力など何かしら難点がある魔王軍幹部の中では比較的にまともであり、ベルディアやバニルとは異なり目的のためならば一般人をも手にかける魔王軍幹部らしい冷酷さも持つ。アクシズ教団の総本山があるアルカンレティアでは源泉に自身が生み出す猛毒を混ぜるなどの破壊工作を行っていた。
ウィズの天然ボケやウォルバクへ作戦の報告をしていたことで正体が暴かれ、最終的にウィズでも単独では凍らせきれない巨大な本来の姿のスライムへと変貌するが、知性がなく食品などに引き寄せられる性質によって源泉から離されたところを爆裂魔法で粉砕され、無数の欠片はウィズの魔法で凍らされた上でアクアに浄化され倒された。しかし記憶を失いながらもギリギリで生き残り、セシリーの溜め込んだトコロテンスライムを使役しアルカンレティアで密かに生き延びていた。その後、セシリーによって「チャッピー」と勝手に名付けられてゆんゆんに氷漬けにされ、記憶を取り戻し名乗りをあげる前にめぐみんによって再び爆殺された。
シルビア
声 - 渡辺明乃
魔王軍の幹部の一人。茶色い長髪のグラマラスな長身女性の姿をしており、身に付けている赤いドレスは下級悪魔の革で作っている。
実は女性の肉体は合成で得たもので、性別を超越しているものの元は男性。顎の下に髭があったり、下の「ある部分」は改造していない模様。魔王軍の強化モンスター開発局局長で、自身も肉体に合成と強化を繰り返してきたグロウキメラ。部下思いで常識的な性格。このような点を除けば、ハンス同様性格はまともで優秀な幹部である。
部下を引き連れて連日紅魔の里に攻め入り、住民との圧倒的な戦力差に泣きを見ていたところ、里の外れにいたカズマを人質として連れ去る。その後、紅魔族に対抗する武器である古代の魔道具「魔術師殺し」を求めて地下格納庫へ赴き、カズマの協力もあって封印を解くも、彼の策にはまって扉を閉められ、格納庫の中に閉じ込められてしまう。
しかし中で見つけた巨大な蛇型の兵器である「魔術師殺し」と合体し、半身半蛇の姿になって脱出。そのまま里を襲撃して火の海にしたが、アクアの破魔魔法やめぐみんの爆裂魔法など強力な魔法を溜めこんだ「レールガン」の魔弾に撃ち抜かれ死亡した。
劇場版『紅伝説』においては、撃たれた後、ベルディアとハンスに三途の川に沈められそうになるものの、3人とも復活・合体した巨大モンスターとなり、カズマのパーティーと、職人に会うために遅れて紅魔の里を訪れたウィズ&バニルと戦闘になる。物理・魔法共に強力な耐性を持っていたシルビアが有利に立っていたが、カズマ自らが囮となりシルビアと合体して弱点を作り出し、ウィズが吸収した紅魔の里の住人全員の魔力を与えられためぐみんの爆裂魔法とゆんゆんの「ライト・オブ・セイバー」の合体魔法により、カズマ共々爆死する（その後、カズマは辛うじて蘇生した）。
ウォルバク（怠惰の女神）
声 - 甲斐田裕子
魔王軍幹部の魔法使いで、赤毛のショートヘアに猫科のような黄色い瞳を持つ巨乳の美女。怠惰と暴虐を司る邪神・ウォルバクの半身たる怠惰の女神で、アクアによればわずかな神格があるという。温泉好き。口癖は「どういう事なの」。
かつては紅魔の里の墓に封印されていたが、幼いめぐみんが封印を解いたため復活、このとき原因は不明だが女神と魔獣の二者に分離してしまった。暴走する魔獣に爆裂魔法を使い、弱らせて再び封印、自らは力を蓄えるべく里を去った。このとき去り際に幼いめぐみんに頼まれ、爆裂魔法を伝授している。
後に魔王軍の幹部となり、行方不明になった片割れの半身（暴虐の魔獣＝ちょむすけ）を捜していた。カズマとは互いの正体を知らない状態で二度ほど温泉でニアミスしている。
その後、最前線の砦を破る計画が失敗、破れかぶれに攻め込むも、再会しためぐみんの爆裂魔法を受けて消滅する。その影響でちょむすけの心身に変化が現れたが、彼女の意識の有無は不明。
小説第9巻でカズマと対峙した際に、カズマのことを勇者サトウの末裔と疑っていた。
セレナ（セレスディナ）
謀略と諜報を担っている魔王軍の幹部。傀儡と復讐を司る、信者が一人しかいないマイナーな邪神レジーナを崇拝するダークプリースト。セイクリッドターンアンデッドを使える。
セレナに借りを作ると傀儡となり、支配される。一度に支配できる人数には上限があり、支配力の強さの割り振りも可能。死体を傀儡にする事もできる。この死体はアンデッド扱いを受けず、アクアのセイクリッドターンアンデッドでも葬り去ることは不可能である。また目が赤く光る。
攻撃するとその苦痛やダメージが、攻撃した者にもそのダメージが与えられる。
小説第14巻で登場。カズマのファンを自称し、アクア以上のプリーストとしての（うわべの）力・性格の良さを見せつけ、カズマのパーティに入ろうとした。
その後カズマと二人の時、バニルに散々おちょくられた挙句、有り金をバラされた際にチンピラの本性をあらわした。
小説第15巻で多数の住人を傀儡とし、アクセル侵攻計画を盤石なものにした。しかしカズマを傀儡にした結果逆に弄ばれ、返却しようとカズマたちの家を訪れた際に拘束されてレベルを1まで下げられ、警察に突き出された。あらかたの情報を引き出した後は王都の監獄に移送予定とされている。
邪神レジーナの力を一人で使っていたが、カズマをレジーナに改宗させた結果、プリーストとしての力が半減する。カズマのことを勇者サトウの末裔と勘違いしている。
門番
現在の魔王城で門番を務めるのは、最古参の幹部だった「世界最強の魔法使い」。魔界から直接魔力を引き込む魔法陣を敷き、その上に立って無限の魔力供給を受ける。受けした傷も即座に回復するし、強力な結界を張っているためにそもそも傷をつけなれないという。
ウィズが魔王城に乗り込むのきっかけに、幹部を辞めて門番になった。
しかし、マナタイトを使っためぐみんからの連続爆裂魔法で再起不能。

#### その他（魔王軍）
ラグクラフト
魔王軍諜報部隊長のドッペルゲンガー。
デューク
堕天使。得意な魔法は炎系統で、ウィズと互角に渡り合えるほどの実力者。ウィズの幹部の座を狙っている。

### その他の登場人物
御剣 響夜（ミツルギ キョウヤ）
声 - 鳥海浩輔 / 江口拓也
女神アクアによってカズマよりも前に日本から転生してきた青年。カズマには高校生くらいの見た目と評されたが、実年齢は不詳。
冒険者としての職業はソードマスター。レベルは初登場時で37。武器は異世界行きの特典で貰った神器「魔剣グラム」。
正義感の強いイケメンで、同じパーティメンバーのクレメアとフィオからは慕われている。若干ナルシストが入った性格であり、良くも悪くも物語の主人公然とした人物で、またどんな時でも潔い態度を見せるなどの礼儀正しいが、少々思い違いが激しい面もある。魔剣の力によってある程度の実績を重ね、エンシェントドラゴンなどの様々な強敵モンスターを討伐してきた功績もあってか、多くの冒険者たちからは尊敬され、アクセルの街や王都の住人たちからも非常に頼りにされており、その信頼度は魔王軍幹部が現れた際も、住人に「ミツルギさんが来れば安心」と発言されるほど。またアクアの事を女神として認識しており、尊敬している。
湖の浄化クエストのために檻に入ったアクアを見てカズマに強制されていると勘違いし、カズマとは初対面から険悪な雰囲気となる。その後、パーティメンバーへの待遇の悪さに激昂してカズマに掴み掛り、何でも一つ言うことを聞く権利とパーティメンバーの移籍を賭けて勝負を持ちかけるも、スティールを織り交ぜたカズマの奇襲攻撃で頭部を強打されて気絶し、敗北の戦利品として魔剣を取り上げられてしまう。その後はカズマ達の前に再び現れ、最初に八つ当たりでアクアからゴッドブローを喰らわされた上に、得られなかった分の報酬を彼女に払う羽目になり、直後に素直に負けたと自認している事や、特に恨みは抱いていない事を明かした上で魔剣の返却を迫るも、既に売り払われた事を知りその場を去って行った。作中では特に語られていないが、魔剣は無事取り戻せたようである。カズマの裁判の時にも出頭し、その時は決してカズマを責めず不利な証言さえもしなかったが、その証言はセナに却下された。
王都で再会した際にはカズマに対し「自分がもう少し強くなるまで、アクア様のことをしっかり守ってくれ」と頼む。その際カズマに再戦を挑むも断られた。
また、王城にて魔剣装備の上で、仮面をつけたカズマと勝負を行う（そのため、御剣はこの仮面の男がカズマだと気付いていない）。この時は、前回の反省を生かしスティール対策などもしていたが、カズマに「フリーズ」と「クリエイト・ウォーター」を使ったコンボ技で窒息させられてしまい、またも敗北を喫してしまう。その後、魔王軍と戦っていた最前線の砦でカズマと再会しているが、このときはカズマと戦っていない。
クレメア、フィオ
声 - 幸田夢波（クレメア）、青山吉能（フィオ）
ミツルギのパーティメンバーである戦士の少女と盗賊の少女。ミツルギのことを「キョウヤ」と呼んで慕っているが、同時に好意を寄せている節もあり、それ故にいつも彼を取り合いになっては喧嘩をしている。ミツルギがカズマに敗れた後は、カズマの勝ち方に納得せずに彼を罵り、更にはカズマに奪われた魔剣を取り返そうとするが、セクハラスティール宣言に身の危険を感じて退いた。以降、カズマの事を目の敵にしており、ミツルギが魔剣を取り返しに行った際もカズマを見て怯えた。ミツルギとともにカズマの裁判にも出頭して（カズマを責めなかったミツルギとは違い）先述のセクハラを証言して、カズマが不利になるように仕向けた。
黄緑髪のポニーテールをした戦士の少女がクレメア、ピンク髪で長めのおさげをした盗賊の少女がフィオ。
クレメアは槍を持っており、スピンオフではクラスは「ランサー」と表記されていたが、小説の挿絵及びアニメ版のビジュアルでは腰に剣を指しており、槍は持っていない。
レックス、ソフィ、テリー
声 - 大塚剛央（レックス）、巽悠衣子（ソフィ）、最上嗣生（テリー）
名の売れた冒険者グループの3人組。スピンオフ『この素晴らしい世界に爆焔を！』で登場。
レックスは鼻に大きなひっかき傷を持つ大柄な男性で、武器は大剣。ミツルギ同様「魔剣使い」として知られるが、少々驕った性格。ソフィは目つきが鋭く気の強そうな女性で、武器は槍。テリーは斧を使う前衛職。3人とも前衛職のため、魔法の使い手を募集していた。
森の悪魔の討伐隊に参加するも、大した活躍もなく退却を余儀なくされてしまう。その後、めぐみん・ゆんゆんとともに初心者殺しを捕獲するも、出現したホーストに弾き飛ばされて重傷を負う。その後教会に運び込まれたが偶然立ち寄ったセシリーに治してもらい、ゆんゆんを加えて翌日ホーストに再戦、敗北するも、駆け付けためぐみんが止めを刺したことで助けられた。
その後、めぐみんから「弱らせた功績があるから」とホーストの討伐報酬全額を譲り受け、より強力なモンスター相手に稼ぐために王都へと旅立った。
レックスは当初めぐみんを「口だけ魔道師」と煽っていたが、戦いの後は実力を認めたようで、旅立ちの際にパーティの誘いもかけたが、彼女は街での目的を果たすためあえて断った。
聖鎧（せいがい）アイギス
白銀に輝く全身鎧で、意志を持った神器。兜付き。本来は「聖盾（せいじゅん）イージス」とセットだったが分かれ、ともに所有者の手を離れて久しい。継ぎ目がなく美しい佇まいだが、主人を転々としてきた経緯からそこかしこに傷がある。
「最上級の神器」というだけあってこの世で最も頑強で、魔法・スキルが無効、さらに着た者の傷を自動で癒すことができたりと性能は極めて優秀。さらに自らの意志で動くことができる。思念を飛ばして話もできるが、口が悪い。
一人称は「俺」で、プライドが高くて女好きな性格。自分に相応しい新たな持ち主の出現を待っているが、その性格やダメージ（痛覚がある）による消耗へのおそれから、むやみに人に着せたがらない。
貴族アンダイン邸の宝物庫に保管されていたところを、盗みに入ったカズマとクリスが鎖を解いたため、彼らの意向を無視して自力で脱走、その後女神エリス感謝祭のミスコンに誘き出されて捕獲・回収された。
趣味や性格が似ているためカズマとは気の合う仲。また、かつて自分を送り出したアクアの素性を知っている。持ち主候補としてはダクネスが気に入っていたが、ミスコンの晴れ姿を見てからはクリスに執心し、大人しく言うことを聞くようになった。
小説第14巻でミツルギのもとに送られたが家出し、紅魔の里に居ついている。
ライン・シェイカー
隣国の下級貴族出身の少年。王国一の槍の使い手で、生まれつきドラゴンに好かれる性質もあったため、最年少でドラゴンナイトの職に就いたという。性格も真面目で誠実、忍耐強く人柄も良いというまさに騎士の鑑のような少年だったが「ドラゴンの背に乗りたい」という姫の頼みを聞き入れ、一週間ほど連れ去ったという。そのためドラゴンナイトの資格をはく奪され、家も取り潰されてしまった。
現在では消息不明だが、貴族の間ではアクセルの街で冒険者をしているとの噂が立っている。
デストロイヤーの開発者
声 - チョー
かつて魔法技術大国ノイズで活動していた魔法の研究者で「機動要塞デストロイヤー」の開発者。劇中では既に故人となっている。その正体はアクアによって異世界に送り込まれた地球からの転生者。転生時に与えられたチート能力は自らの望むものを作り出すもの。その能力により、ノイズ国に充分に貢献したという。
当時の魔道具・兵器開発の第一人者で、対魔王用に様々な兵器を開発し、魔法に長けた改造人間「紅魔族」を造った。その功績が国から認められて研究所の所長に昇進、その後「機動要塞デストロイヤー」（正式名称は不明）の開発責任者に抜擢される。
本人はそれほど乗り気ではなく、設計用紙で蜘蛛を潰す程度のことしかしていなかったが、周囲の者の努力によりデストロイヤーは完成。遣る瀬無さから完成した要塞内で一人酒盛りをしていたところ、酔った勢いで動力源のコロナタイトにタバコの火を押し付けてしまい、デストロイヤーが起動、制御不能の自動運転を開始し、その威力でノイズ国が滅んでしまった。幸い人は皆逃げたというが、彼はこれで鬱憤晴らしなどができたため一通り満足し、降りられないこともあってそのまま動くデストロイヤーの中で余生を過ごし、未練もなく死亡した。

### 魔族
キール
声 - 飛田展男
かつては凄腕と謡われたアークウィザード。愛する女性を守るためにリッチーになった。
ダンジョンで朽ちるのを待っていたが侵入してきたカズマとアクアに浄化を頼み、無事に死後の世界へと旅立った。
マクスウェル
声 - 杉山紀彰
アルダープが神器を用いて召喚した悪魔で、彼からは「マクス」「壊れた悪魔」と呼ばれている（彼は本名を知らなかった）。
整った顔立ちをしているが、常に感情が抜け落ちたような無表情であるためアルダープからは薄気味悪く思われている。
「ヒュー、ヒュー」と喘息のような声をよく発し、会話こそ出来るものの知能が著しく低く赤子同然。物事を記憶するという事ができず、アルダープから下された命令をすぐに忘れるばかりか、本来であれば彼から貰える代価ですら「既に何度も払っている」と騙されており、召喚されてから一度も代価を貰えずに彼の言いなりになっている。
その言動からアルダープからは下級悪魔と蔑まされていたが実際には地獄の公爵であり、バニルからは「辻褄合わせのマクスウェル」「真実を捻じ曲げる者」と呼ばれている。
アルダープから度重なる暴力を振るわれていたが、彼の事は嫌ってはおらず寧ろ好意的（バニル曰く「両思い」とのこと）。
バニルによって、アルダープとの契約が解除された際には、今まで蓄積していた代価を死ぬまで支払ってもらうため彼を連れて地獄に帰った。「辻褄合わせのマクスウェル」「真実を捻じ曲げる者」と呼ばれるだけのことはあり、もしアルダープの心が壊れても壊れる前の状態に戻せてしまうため約束通りアルダープの命が尽きるまで彼の絶望をもらうことが可能となっている。
ホースト
声 - 山本格
邪神ウォルバクに仕える上位悪魔。スピンオフ『この素晴らしい世界に爆焔を！』で登場。
漆黒の肌に筋骨隆々の大柄な体格、黄色い瞳に、禍々しい角と牙に大きな羽という悪魔然とした姿をしている。その戦闘力は高く、冒険者達からは「魔王軍の幹部級」と評される。主に忠実で、悪魔なりの価値観で動くが、実は常識をわきまえた気のいい性格。
主・ウォルバクの封印を解くべく紅魔の里の邪神の墓に侵入していたが、封印を解くためのパズルに難航。そこで偶然こめっこと出会い、彼女の協力で封印を解くことに成功する。この過程で彼女と親しくなり、いずれ使い魔になってもいいとの約束を交わした。肝心の邪神は彼のいない間に墓を出て行方不明になってしまったため、それを捜しにどこかへ消える。実際はこめっこが連れ帰ったちょむすけこそがその邪神であったのだが、会話の行き違いと勘違いから真相には気づかなかった。
その後、主の本来の姿である「大きな黒い魔獣」を捜してアクセルの街付近の森に向かったところ、めぐみん・ゆんゆんの危機に遭遇、命を助けるも逃げられてしまう。数日後、自分を討伐にやって来たミツルギ達を、片方の羽と引き換えに返り討ちにした。
さらに数日後、彼女達の捕まえた初心者殺しに誘き出される形で出現。めぐみんから発せられた主の匂いと会話から真相に気づき、ちょむすけを引き渡すよう彼女に持ちかけるも破棄。その後、討伐に来たダクネス・クリスとの戦闘で疲弊、さらにその後アクセルの街を破壊しようとしたところ、街の外で土木工事をしていたアクアから破魔魔法を食らい重傷を負った。翌日、討伐に来たレックス達に辛くも勝利するが、駆け付けためぐみんの爆裂魔法により止めを刺された。
今際の際に、予備の身体が存在することやいずれこめっこの使い魔になるであろうことを仄めかして消えた。
アーネス
声 - 小島幸子
邪神ウォルバクに仕える上位悪魔。スピンオフ『この素晴らしい世界に爆焔を！』で登場。
女性型の悪魔で、赤い髪と獣のような黄色い瞳に角と羽をもつ。豊満な体型に加え露出度の高い服装をしているが、人前に出るときはローブを着、角はフードで隠している。人間に対してはやや高圧的だが、話が分からないわけでもなく比較的誠実。だが主に対する忠誠心が非常に強く、それゆえ主絡みになるとやや感情的になり、手段を選ばない部分がある。
紅魔の里付近で封印を解かれた主・ウォルバクを捜していたところ、ちょむすけの正体がそれであると気づき、めぐみんに事情を話して譲ってくれるよう取引をするも、里の住民が割って入ってきたことで有耶無耶にされてしまう。さらに、実際にはめぐみんが行っていた「爆裂魔」の罪をなすりつけられてしまった。
その後、アルカンレティアで再びめぐみんと相見え、実力行使でちょむすけを奪おうとするもゼスタの妨害で失敗、さらに手下とともに彼女達の乗る馬車を襲撃し、再びちょむすけを奪おうとするも失敗、爆裂魔法で倒されてしまった。
スワティナーゼ
カズマに襲いかかったオークの雌。16歳。ザンバラ髪に黄色い歯を持ち、全体的に丸い体型。オーク一般の特徴だが豚の耳と鼻がある。カズマのドレインタッチで気絶させられるも、持ち前の強い生命力からすぐに復活した。

### モンスター
ジャイアントトード
その名のとおり、大型のカエル。カズマたちのパーティーが初めて攻略したモンスター。
牧場に現れて羊などの家畜は勿論、人間をも長い舌で捕まえて食べてしまう。ほぼ群れで行動するらしく、巣には数匹も存在している。殴打などの打撃は効きにくいため、斬撃が有効。捕食中は動けないという弱点があり、単体であれば誰か一人を囮にして抵抗させ、呑み込むのに手古摺っている間に攻撃すると駆け出し冒険者でも安全に倒せる。また金属を嫌うため、金属製の装備を着けていれば食べられない。
キャベツ
声 - 金田朋子
野菜。動き回るものもおり、モンスターのような扱いをされている。この世界での野菜一般の特徴として新鮮なものは動き回ることがあり、キャベツの場合は跳びはねたり葉で空を飛んだりする。また、中にはレタスが混じっている場合もあり、アクアは運の悪さでほとんどレタスばかり収穫していた。
旬の季節になると畑を離れ、無数の群れを作って各地を移動するため、アクセルの街の冒険者たちはそれらを捕まえて「収穫」し、高価で取引しているが、一つのキャベツに対する経験値が高いほど値は高額になる場合もある（カズマは運の高さもあって100万エリスに相当する分、収穫した）。集団での体当たりはそれなりに脅威であるようで、一般住民は避難する。
討伐される際に参加した冒険者たちを蹂躙し、更には体当たりでダクネスの鎧を破壊したが、めぐみんの爆裂魔法で一掃された。その後、アクアの魔法とギルドの人の手で水に浸されたまま保存され、それぞれ料理にされて食べられたり、討伐報酬として売り払われた。
雪精
冬の時期に現れる精霊。小さな白い大福のような姿で浮遊しており、1匹倒す毎に春が近くなると言われている。戦闘力が低く討伐しやすいが、雪精を守るべく後述の「冬将軍」が出現するため討伐報酬が高い。冷気を発していて飲み物のクーラー代わりにもなるとアクアに気に入られている。
冬将軍
雪精が危機に陥ると出現する精霊。姿形は日本の鎧武者そのままで、転生した日本人が抱く「冬といえば冬将軍」というイメージから具現化した姿。戦闘能力が非常に高く、カズマは首を切り落とされ二度目の死を迎える。モンスターとしてそれなりに知名度があり、ぬいぐるみにもされている。
初心者殺し
虎やライオンよりも大きく、大きな二本の牙をもつ黒いサーベルタイガーのようなモンスター。知能が高く狡猾で、警戒心が強く素早い。
通常、単独でゴブリンやコボルトといった「雑魚モンスター」を追跡し、それらを狩りに来た初心の冒険者を狙って狩りをする。その戦闘力は周囲の雑魚に比して高く、駆け出し冒険者にとっては文字通り天敵となる恐ろしい存在。
リザードランナー
二足歩行する大きなエリマキトカゲのようなモンスター。個体は通常皆オスで普段はおとなしいが、繁殖期に入ると危険なモンスターになる。
この時期に「姫様ランナー」と呼ばれるメスの個体が出現すると、オスたちはそれを巡って群れを成し、他種族の足の速い生物と駆けっこをする。そしてその勝者「王様ランナー」のみがメスとつがいになり、群れのリーダーになれるという習性がある。しかしそれらの過程でオスたちが凄まじい速さで疾走し、強靭な脚力で競争相手を蹴って妨害することもあるため、付近を通る馬やドラゴンなどが被害に遭うという。
特徴として「姫様ランナー」は他の個体よりも二回り大きく、額にトサカのような角がある。
スライム
粘液状のモンスター。この世界においてはカズマの言うような「雑魚モンスター」ではなく、物理攻撃無効・高い魔法耐性に加えて何でも食べてしまう凶悪なモンスターである。伸縮自在で粘性があり、体内に消化液を持つために武装がたいした意味をなさず「張り付かれたら終わり」とまで言われている。また、体内で溶かされてしまえばリザレクションも効果がない。
ハンスのような「デッドリーポイズンスライム」は非常に強力な毒を持っており、人間なら触れれば即死という恐ろしい性能を持ふつ。また「グリーンスライム」も存在しており、亜種にとある魔法使いが開発した繊維製品のみを好んで消化する女の敵のような「魔改造型グリーンスライム」がいる。めぐみんは紅魔族ローブその他諸々を溶かされた。いずれも体が巨体。
本来知能はそれほど高くなく食欲に忠実で、他の生物を食べることで体を大きく成長させていく。唯一の急所は体内の核。例外的に小さい個体はそれほど脅威でないらしく、加工されて「ところてんスライム」のような食品にもされている。
安楽少女
声 - 小清水亜美
植物型モンスター。一見すると可憐な少女に見えるが実は擬態であり、その外見で人間を惑わし庇護欲を抱かせ、同じく擬態した自身の一部である木からなる実を食べさせるが、その実は栄養価が無いうえに感覚を麻痺させる麻薬成分を含んでおり、実を食べ続けた人間は夢見心地で衰弱して死に至り、死んだ旅人は安楽少女に根を張られて養分として吸収されてしまうため、物理的な攻撃を仕掛けるモンスターより厄介である。年老いた冒険者が安らかな死を求めてこのモンスターの生息地に向かう例も少なくなく、これが名前の由来とも言われている。冒険者ギルドもこのモンスターの厄介さは熟知しており、モンスター情報にも「これを発見した冒険者グループは、辛いだろうが是非とも駆除して欲しい」と記述されている。尚、植物型であるため光合成でも栄養を補給可能。
作中ではアルカンレティアから紅魔族の里へ移動する途中のカズマたちが遭遇。この個体は傷だらけに血の付いた包帯を巻いている姿で、カタコトだが喋ることも出来る（台詞はカタカナ）。その一見無垢な姿にカズマ以外のメンバーは早くも篭絡されたが、上述の通り擬態で、服や包帯、腰かけている岩まで全て人を引き寄せるものであり、その厄介さにカズマは直ぐ様始末しようとしたが、篭絡されたアクア達に止められたうえ（擬態と知りつつも）その儚さに攻撃できず、その場を立ち去った。しかし最も篭絡されやすいゆんゆんが来ることに気づいたカズマがゆんゆんを惑わさぬよう一人で説得に向かった際、たまたま通りかかった木こりもカズマと同じく安楽少女に攻撃できず走り去った後、それまでのカタコトな喋り方から一変、流暢な喋り方で木こりを捕らえられなかった愚痴をこぼしている姿をカズマに見られてしまい、咄嗟にカタコトの振りをするも通用せずカズマに仕留められてしまった。
安楽王女
100年前にアクセルの街近くの森に株分けされ森一帯に広がった、安楽少女の上位種。ギルドから依頼を受けたカズマの自らを顧みぬ捨て身の活躍により除草剤で討伐される。
オーク
声 - 小林ゆう、竹内順子、御堂ダリア
豚の頭を持つ二足歩行型モンスター。性欲絶倫のモンスターだがこの世界ではメスしかおらず、オスが生まれてもすぐに死んでしまうという。他種族の血が混じっており獣耳の者などがいる。
リッチー
ノーライフキングと称されるアンデッドの王。魔道の奥義を使い、自らの意志で人の体を捨て去った存在。
ドラゴン
クーロンズヒュドラ
アクセルの街近くの山の湖に棲む、巨大な8本首のヒュドラ。高額な賞金がかけられた賞金首モンスター。
普段は湖の底で10年単位で眠って大地から魔力を吸収・貯蔵し、充分な魔力を得ると山を出て人里などで暴れ回るという。分類上は下級なドラゴンの亜種にあたるが、その戦闘力は極めて高く、王都の騎士団の力をもってしても弱らせて眠りにつかせるのが精一杯である。
長い首は千切れても魔力を使って再生させることができるため、倒すには魔力が尽きるまで攻撃し続ける必要がある。
目覚めの時期が近くなったためダクネスの先導で討伐に行くも、めぐみんの爆裂魔法にも耐え、カズマが死亡したため撤退。その後、めぐみんとダクネスによって討伐に通いつめられ連日めぐみんの爆裂魔法を食らい続けたことで次第に弱らされ、カズマの集めた冒険者達が討伐に来た時には首を飛ばされても再生することが出来なくなっており、冒険者たちの連携攻撃により討伐された。

玄武
鉱脈の地下に棲息する巨大な亀の神獣。その大きさはカズマが子供のころに見た東京ドームと遜色ないほど。
十年に一度、甲羅干しのために地上に出てくる。貴重な鉱石を餌にしているため、その背中の甲羅には老廃物として希少な鉱石がこびりついている。冒険者からは「宝島」と呼ばれ、温厚で怒ることもないため、現れたときには近くの冒険者が総出で発掘作業に取り掛かる。ただ、鉱石モドキと呼ばれる鉱石に擬態するモンスターが紛れ込んでいる事もあるため、発掘作業は命懸けになる。
その甲羅の硬度は人間がツルハシで叩く程度は勿論、めぐみんの爆裂魔法でも傷一つ付かなかった。甲羅干しに現れるのは害虫などを駆除するためと言われているが、実際は冒険者に鉱石を発掘させて甲羅を掃除するためなのではないかとカズマは推測している。その温厚さと佇まいはカズマをして神にも等しいモンスターと言わしめた。
爆殺魔人もぐにんにん
紅魔の里の謎施設（ノイズ開発局）で作られた紅く輝くモノアイを持つ二足歩行ロボット。忍者のようなフォルムで隠密行動に特化した俊敏な動きをする。自動修復機能を持ち、傷つくと逃走する機能も持つため、上級魔法の使い手だらけの紅魔の里近くを根城にしながらなかなか討伐されないでいた。爆発魔法を得意とし命名は紅魔族によるもの。紅魔族には手を出さないが紅魔族以外の人間の男性、特に黒髪黒目の男を目の敵にしており発見すると襲い掛かってくる。
実はチートハーレム型リア充日本人の抹殺をプログラムされており、パーティーメンバーを女性ばかりで構成している日本人に「爆発せよ！」と言いながら殺戮を行うように設計されている。それ以外に紅魔族の改造計画の推移を観察する目的も与えられており、めぐみんの爆裂魔法によって破壊される直前、その予定された数値を上回る魔力によって改造計画は成功と判断し、すでに滅んでいるノイズ王国本部へデータを送信した。
小説第15巻で魔王軍幹部セレスディナが傀儡化させようとしたものの、強すぎて支配しきれず暴走させて放置したことが判明。
ジャガイモ
野菜。動き回るものもおり、モンスターのような扱いをされている模様。この世界での野菜一般の特徴として新鮮なものは動き回ることがある。
ジャガイモの場合はキャベツやレタスのように編隊飛行はしないが、収穫されまいと強い抵抗をする。
この素晴らしい世界に爆焔を！に登場する。
めぐみんとゆんゆんがジャガイモ収穫のアルバイトをしていた際もジャガイモ２体がめぐみんの顎と頬に体当たり攻撃を加えて彼女をノックアウトしている。
ゆんゆんは「しばらく、ジャガイモは見たくない」とマジ泣きしていた。
カモネギ
現実に存在するカモにネギを紙テープで体に巻き付けた態様のモンスター。見た目は可愛い。
緑色の頭部に黄色の嘴、羽を含めた体は茶色である。
背負っているネギは高級食材と言われており、同時に魔道具や魔法薬を作る材料とされている。
この素晴らしい世界に爆焔を！に登場する。
ゆんゆんによるとカモネギは倒すと大量の経験値を得る事が出来るレアモンスターとのこと。
この話を聞いためぐみんは躊躇なくカモネギをくびり殺した。一時期、彼女は「カモネギ・スレイヤー」と呼ばれてしまった。
爆裂魔法「エクスプロージョン」を習得するまで４ポイントが必要という段階でカモネギ２羽をくびり殺す機会があった。その結果、スキルポイントが５０ポイントたまり、めぐみんは爆裂魔法を習得する事が出来た。
大量の経験値の他に一羽に付き二ポイントのスキルポイントを得る事が出来る模様。

### ファンタスティックデイズのオリジナル登場人物
リア
声 - 河瀬茉希
歌い手ユニットであるアクセルハーツのリーダー。職業はランサー。カズマと同じく転生者。アクセルハーツの楽曲はすべて彼女が手掛けている。片付けができなく、部屋は汚部屋と化している。
エーリカ
声 - 成海瑠奈（2021年まで）→加藤聖奈（2022年以降）
ツインテールの少女。アクセルハーツのメンバー。職業はレンジャー。「可愛い」という言葉に過剰に反応する。踊り子をしている理由は、施設育ちで両親に会ったことがなく、有名になって両親に見つけてもらうため。
シエロ
声 - 磯部花凛
アクセルハーツのメンバー。貴族。一人称は「ボク」。職業はアークプリースト。跡取りが生まれるまで男として育てられていた。踊り子をしている理由は、男性恐怖症を克服して、素敵な女の子になるため。
メリッサ
声 - 高野麻里佳
色っぽい女性。職業はレンジャー。トレジャーハンターをしており、パーティーを組まず一匹狼で活動している。犬や猫が好きだが、動物に好かれないことが悩み。
ミーア
声 - 和氣あず未

エイミー
声 - 大空直美

スコール
声 - 武内駿輔

メル
声 - 愛美
雷の精霊。大の悪戯好き。
シェリー
声 - 大西沙織

カーラ
声 -山根綺
新入りサキュバス。
ダニエル
声 - 速水奨
魔王軍幹部候補。アクセルハーツのリアを推している。
チャーリー
声 - 吉野裕行
ダニエルの部下。トロール。アクセルハーツのシエロを推している。

## 世界観
舞台となる異世界は、簡潔に言えば劇中でアクアやカズマが言うように「ゲームのような世界」である。
魔法・モンスターが実在する中世風のファンタジー世界で、魔王軍の侵攻のせいで世界が危機に陥っている。また、モンスターを倒し、経験値を得て強くなるなどシステム面でもゲーム（とりわけRPG）に近い。ゲームの知識があるカズマはそれらの「お約束」を看破できるが、現実的な運用との兼ね合いから当てが外れてしまうことも少なくない。また、自然環境や文化などの違いから地球の常識ではありえない現象が頻発する。
世界、または惑星の名称は不明で、カズマは「ろくでもない世界」と呼んでいる。
文明
文明は地球でいうところの中世ヨーロッパに類似しており、国王や領主の権限が強い封建社会である。現代日本出身のカズマは法の不備などで理不尽な思いをすることも多い一方、この世界に慣れてくると法の不備を逆利用することもある。
科学の代わりに魔法が発展したためその技術レベルはカズマ曰く「バカにはできない」ものがあり、辺境の町であっても上下水道のような基本的なインフラや、食堂や宿屋・大衆浴場のような店舗・施設は完備されている他、「冒険者カード」のようなハイテクな道具が日常的に使われている。
冷蔵庫や電子レンジといった便利な家電製品は存在しないが、魔道具（後述）によってそれに近いものが存在したり、または新たに作ることができる（魔力を使う湯沸かし器、ウィズの店の「くーらー」など）。
カズマ以前にも、アクアによって多くの日本人がこの世界に送られており、日本発祥のカードゲームが流行していたり、ベルゼルグの王城に和室めいた部屋があったりするなど、この世界の文明に少なからず影響を及ぼしている模様である。
魔法関連
この世界では魔法の技術が大きく発展しており、魔法を扱う冒険者である「魔法使い」や「僧侶」「魔道具」を作る職人などが職業として成立している。
魔法使い志望の若者の多くは子供のうちに「魔法学院」へ就学する。優秀な魔法使いを輩出している紅魔の里にも魔法や体術を教える「学校」が存在し、めぐみんやゆんゆんはそこを出た後で冒険者となっている。（魔法についての詳しい説明は「用語」の「魔法」を参照）
言語など
地球とは異なる言語が使われているが、女神の力で地球から来た人間は「神々の親切サポート」により脳を負荷をかけて自動で習得しているため、言葉に不自由はない（ただし、習得の際に運が悪いとパーになることもある）。
人名は姓・名の順で呼ばれ、苗字がなくてもよい。地球から来た者はカタカナ表記で呼ばれる（例：サトウカズマさん）。
遺跡などにはこの世界の人間に解読不能とされている「古代文字」というものも存在するが、実は日本語であり転生者が持ち込んだものである。
信仰
様々な神が存在する多神教の世界であるが、最もメジャーな神様は幸運の女神エリスであり、エリスを崇拝する「エリス教」は国教とされているほか、通貨にも「エリス」の名が使われている。作中ではエリス教の教義など詳細はあまり明らかにされていないが、清貧を美徳とするまともな宗教のようであり、エリス教団による孤児院なども運営されている。なお、小説第8巻で女神エリスがミスコンに飛び入り参加したことから、以後アクセルの街はエリス教の聖地とされている。
作中既出の宗教の中でエリス教に次ぐ規模を誇るのが、水と癒しの女神アクアを崇拝する「アクシズ教」であり、アクシズ教団の総本山であるアルカンレティアを中心に一定数の信者がいる。だがその規模や信者数はエリス教に遠く及ばない。アクシズ教の教義はご神体であるアクアの性格が強く反映されており享楽的な志向が強い。恋愛に関しては相手がアンデッドや悪魔でさえなければ、身分差の恋でも同性愛でも何でも許されるという教義らしく、アクシズ教徒には同性愛的志向を持つ者が比較的多い。
この世界では、アクシズ教徒は頭のおかしい人が多く、関わり合いにならないほうが良いというのが世間の常識とされており、世間におけるアクシズ教徒の評判は極めて悪い。しかし、エリス教に比べ信者数が少ない代わりに信者たちの信仰心は強く、嫌がらせのようにしつこくアクシズ教への入信を迫る信者が多い。アクシズ教徒たちは魔王や魔王軍の悪い噂を広めているため魔王軍から目の敵にされており、魔王軍がアクシズ教団の勢力を削ぐための謀略を企むこともある。
「アクアとエリスはその昔、先輩後輩の間柄だった」という神話が伝わっており、エリス教徒は女神アクアに対しても一定の尊敬や畏怖の情を持っているのだが、反対にアクシズ教徒はエリス教徒に強い対抗心を燃やしており、エリス教徒に対し執拗な嫌がらせをすることも少なくないほか、アクシズ教徒の聖典には「エリスの胸はパッド入り」と書かれているらしく、アクアやアクシズ教徒たちは女神エリスの評判を下げるための宣伝工作に余念がない。
それ以外の宗教としては、信者がほとんどおらず消滅寸前の状態にある、傀儡と復讐の女神レジーナを崇拝するマイナー宗教（やられたらやり返すという教義）が作中に登場している。
死者について
死者の埋葬は一般的に直の土葬で、浄化が不十分な場合はその魂は成仏できず（つまり天界へは行かず）、悪霊やゾンビのようなアンデッドモンスターとなってしまう。
無事に成仏して天界へ行き着いた者達は、アクア曰く「多くは過酷な環境の世界に嫌気がさして天国へ行く」という。
なお、プリーストの魔法に死者を蘇生させる「リザレクション」があるが、誰であろうと復活ができるのは一生につき一度きりである。しかしこの世界の死者の魂は女神エリスの管轄のため、彼女の先輩にあたるアクアを連れたカズマは特例として許され、結果的に何度かの復活を実現している。
生物
この世界の生き物は地球の同種の生き物と比較して非常に強く逞しいため、地球のものと似たような生物でも大きさや運動能力などが桁違いに高いことが多い。
新鮮な野菜が生き物のように動き回ることがあり、止めを刺さないと大人しくならない。サンマは通常の魚とは違って畑から獲れるという。また、子犬ほどの大きさのカブトムシが鎧に突き刺さってきたりする。
食文化
飲食店ではトカゲやカエルの料理が定食として出されたり、酒場では原料のよくわからない飲み物が売られている。日本と異なり未成年者の飲酒は禁止されていないが、「何かあった際には自己責任で」という暗黙のルールになっている。
主食として米やパンを食べている描写が随所にある。カニは最高級食材の一つであり、特に「霜降り赤蟹」は滅多な事では食べられない貴重品である。

## 用語

### 汎用
冒険者
広義には冒険者ギルドに所属し、冒険者稼業を行う者を指す（用法としてはこちらが一般的）。ギルド職員のことは「冒険者」とは呼ばない。
狭義にはギルド登録時に選べる職業のうちのひとつを指す（詳しくは「冒険者の職業」の項目を参照）。
冒険者ギルド
各町にある冒険者稼業の斡旋をしている団体。冒険者カードの発行や、依頼の取次やモンスターの死骸の買い取り、飲食のサービス提供などをしている。
アクセルの街の冒険者ギルドは駆け出し冒険者育成のため、周辺の弱いモンスターをあえて残して管理しているという。
冒険者カード
冒険者ギルド登録時に支給される免許証大のカード。冒険者の身分証明書であり、習得スキルの管理にも使われる。
初回に一度触れるだけで所有者のあらゆる能力を自動的に数値化することができる。ただし本人の年齢、身長・体重や身体的特徴は手動で登録する。登録後はタッチパネル式の操作でスキルの習得も可能（例外として基本職である「冒険者」は、事前にスキルを教えてもらわなければならない）。
記載内容は上記のものに加え経験値、レベル、各ステータス、習得済みのスキルやスキルポイント、倒したモンスターの種類や討伐数（日割りで正確に計測される）など。記録は本人の状態に応じて自動で更新される。
クエスト
冒険者ギルドにあてられた依頼で、冒険者の主な収入源の一つ。ギルドの掲示板の張り出しから選んで請負い、提示された条件を達成できればギルドからの報酬が貰える。例としてモンスターの討伐や捕獲、薬草のようなアイテムの採取など。条件に応じて難易度が設定されている。
緊急時に冒険者を招集する「緊急クエスト」といったものも存在するが、参加は任意である。
経験値
冒険者各人が吸収した「魂の記憶」を数値化したもの。
この世界のあらゆる存在はその体内に魂を秘めており、他の存在を殺す・食べるなどすることでその者の魂の記憶の一部を吸収し、体内に貯め込む性質を持っている。そしてそれらを一定以上貯め込んだ生物は、ある日突然、急激に成長することができる（これを俗に「レベルアップ」「壁を超える」などと呼ぶ）。
これらは通常目に見えないが、冒険者カードを使うことで特別に数値化が可能になっている。
レベル
経験値を元に算出した数値で、冒険者の強さの基準。数値は冒険者カードに表示される。
スキル
冒険者カードによって習得できる様々な技能。スキルは使用することでスキルレベルが上昇し攻撃スキルなら威力が上がり、補助スキルなら効果が上昇するなど、使い勝手が良くなっていく。
魔法の使用もスキルのうちに含まれるが、語句としてはスキルでなく「魔法」が使われる（例：爆裂魔法を放つ、水魔法を唱える）。
魔法
アクアによれば、人間は（どの世界の者であっても）本来、魔法の力が備わっており、知らず知らずのうちに使っている者もいるという。
しかしこの世界での魔法はスキルの一部とされており、使うためには魔力や知力・職業などの必要条件を満たした上で、冒険者カードの操作で該当の「スキル」を習得しておく必要がある。そのため、カズマのようにたいして素質がなかったものでも多少の魔法を扱えるようにもなれば、こめっこのように十分に素質や能力がある者であっても上記の過程を経なければ魔法を使えない。
スキルポイント
スキルの習得のために必要なポイント。経験値やレベルとは別個に換算されており、冒険者カードの操作でこれを振り分けることによりスキルを習得する。習得済みスキルのレベルの上昇にも使う。
通常は職業に就いたときやレベルアップ時に得られるが、希少なポーションを飲むことでも獲得できる。また、本人の才能や適性によってあらかじめ多くの「初期ポイント」が用意されている場合がある。
カズマは冒険者としての才能も適性も無かったため0ポイントだったが、アクアは最初から宴会芸スキルとアークプリーストの全スキル、更には幾つかの格闘スキルも習得できるほどのスキルポイントを保有していた。冒険者は他の職業のスキルを習得できるが、必要なポイントが余分に必要になる。
ステータス
各人の能力の値。それぞれ「筋力」「生命力」「知力」「魔力」「器用度」「敏捷性」「幸運」。数値は冒険者カードに表示される。
勇者、勇者候補
「勇者」は魔王を打ち倒し世界に平和をもたらした者、あるいは将来そうなるであろう者といった意味合いで使われている。冒険者の理想像。魔王を倒した勇者は王家から婿として迎え入れられるという。
「勇者候補」とはその候補者のことだが、事実上、見知らぬ土地から来た人間（地球からの転生者）を指す俗称として使われている。彼らは総じて神々から与えられたという強力な力を持ち、英雄的な扱いを受けるためである。また、皆がこの世界の常識に照らして異様な名前や性格・風習などを持っていることでも知られる。カズマも一応勇者候補であるが、転生する際強力な武器や力の代わりにアクアを選んでしまったため、強力な力は持っていない。
劇中ではミツルギが紅魔の里の者から「勇者候補」と、のちに王女アイリスからは「魔剣の勇者」と呼ばれていた。
エリス（通貨）
この世界での通貨単位。価値は日本円換算で1エリス1円相当。硬貨と紙幣が使われている。単位の由来は女神エリスから。
エリス教
エリスをご神体とする宗教。主に異世界全体に信者がおり、国教とされている。「エリス祭」というお祭りが開催されるほどの人気があり、信者の数も膨大で、特に通貨単位になるほど知名度も高いが、アクシズ教の信者たちからは嫌悪されている。また、ダクネスも信者の一人であり、その証である首飾りを所持したり、望みを願う際や死者が出た時も教義に従ってお祈りしていた。
アクシズ教
アクアをご神体とする宗教。主にアルカンレティアを総本山にしており、そこで活動や勧誘が行われている。カルト集団そのものとも言える雰囲気と「欲望のままに生きろ」といったいい加減な教義、アクア本人の性格もあってか、国教であるエリス教と比べて人気も信者も非常に少なく、特に信者たちは皆、奇人変人や乱暴者、独善かつ自己中心的な者が多いために煙たがられ、また「機動要塞デストロイヤーが通った後はアクシズ教徒以外、草も残らない」と語られているなどのかなり恐れられており、魔王軍であるウィズさえもその名を聞いて恐怖を露わにし、めぐみんも不快感を示していた。またエリス教を嫌悪しており、信者には様々な嫌がらせを臆面もなく行う。

### 国名・地名・施設
ベルゼルグ王国
この世界において魔王軍と国境が重なる唯一の国。周辺国は防衛ラインを維持すべく、精鋭部隊の派遣や防衛費の協力などの手厚い支援を行っている。
経済面では弱いが魔王軍と戦うための軍事力を重視している国家であり、王家は魔王を倒した歴代勇者を婿に迎え、その強力な力や神器を継承しているほか、この国の王族は各分野で最高レベルの教育を受け、大量の経験値を得られる高級食材を惜しみなく食することでレベルを上げ、とんでもない戦闘力を誇るのが常である（アイリス王女もその例外ではない）。
国名は小説版第10巻で明らかになった。
アクセルの街
カズマたち二人が降り立った場所で、物語の主な舞台。地理的に魔王の城から最も遠く周囲のモンスターも弱い、駆け出し冒険者達の街である。石の外壁に囲まれ、街の出入り口付近では衛兵が警備している。街中は子供が外で遊べるほど治安が良い。
ウィズ魔道具店
ウィズが経営する小さな魔道具販売店。後にバニルも店員となる。
本格的な魔道具を取り扱っているがそれほど需要がなく、ウィズの商才も相まって店の経営は赤字である。ひょんなことから売り上げが伸びることもあるが、その分仕入れを多くしてプラマイゼロ（というかマイナス）にしてしまうという。冒険者間の話では美人店主目当ての男性客が店先を訪れては、何も買わずに帰っていくのが常らしい。
その後カズマの提案で棚の一角に彼が考案した魔道具が置かれ、大繁盛となった。
屋敷
街の郊外にある屋敷。屋敷としてはそれほど大きくはないが、日本の一軒家の数倍の大きさがある。元は貴族の別荘だったが持ち主が亡くなり、現在では悪霊の蔓延る無人の幽霊屋敷になっていた。
アクアによる屋敷の除霊後も風評被害で買い取り手がいなかったため、宣伝も兼ねてカズマ達に無償で提供された（夕食の際の冒険話と墓の掃除が条件）。その後はカズマ達4人の住居兼活動拠点となっている。
1階には暖炉付いた広間と、広めの浴室がある。2階の一番大きいのがカズマの部屋。トイレは1階と2階にある。
庭先にアンナの墓があり、その霊はいまだ地縛霊として屋敷に住みついている。ウィズもそれらの事情を知っており、彼女の霊を気にかけている。
サキュバスの店
路地裏で秘密裏に営業しているサキュバスたちのサービス店。外装はただの小さな飲食店にしか見えない。
男性冒険者の欲求不満を解消する事を目的に魅惑な夢を見せる代わりに精気を日常生活の支障にならない程度に摂取する。あくまでも「夢」であるため法に触れるような事は一切無い。
店の存在は男性冒険者たちにより秘密裏に守られている。デストロイヤーが来襲する際も、一部の男性冒険者たちは街よりもこのサキュバスの店を守るため、異様なまでのやる気を見せるなど、カズマを含む男性冒険者の行動原理を大きく左右する。
カズマは頻繁にサキュバスサービスを利用している模様であり、特にめぐみんやダクネスと一線を越えそうになった後には必須のお店である。
アクアがこの店の存在を知ってしまいサキュバスたちを討伐しようとしたことがあるものの、これに対しカズマが激怒し、サキュバスを討伐したらアクセル中の男性冒険者を敵に回すと脅迫したため、アクアも討伐を断念したことがある（小説第11巻でカズマが言及）。その他、ゆんゆんもこの店の存在を知り、バニルに討伐を制止されたことがある。
裁判所
裁判を行う建物。ホール型の法廷は日本の裁判所とほとんど変わらないが、部屋の中央に嘘を見破るベルが設置されている。ベルに細工をされぬよう、建物内では魔法は一切使用禁止とされている。

キールのダンジョン
アクセルの街から山道を半日ほど歩いた場所にある、駆け出し冒険者達の練習用ダンジョン。山麓の入り口近くに「避難所」と書かれたログハウスも建てられている。
その昔、とある貴族の令嬢に恋をした国一番の魔法使いキールがここを作り、立て篭ったという伝説がある。
既に攻略されつくしたダンジョンだが、カズマはスキルの実験も兼ねた軽い探索クエストで訪れた。
入口から地下深く階段を下りるが内装は一階層構造で、通路は比較的広い。明かりはない。
奥地の隠し部屋の先にはリッチーと化したダンジョンの主・キールその人が鎮座していたが、アクアの手により浄化され、モンスターはいるが持ち主のいない空きのダンジョンとなった。
その後、空いているのをいいことにバニルがここに住み着こうとし、爆発人形でモンスターを駆除、彼が立ち退いてからは再び空きのダンジョンとなった。
アルカンレティア
水と温泉の都。山と巨大な湖に挟まれた温泉で栄える観光街で、アクシズ教団の総本山。アクセルの街から平原を馬車で一日半の距離にある。街の周囲は強力なモンスターが多い。
いくつもの温泉宿が建ち並び繁華街は大変賑わっているが、住民の大半がアクシズ教徒のため宗教勧誘が執拗であり、特にエリス教徒に対する風当たりは異常で観光客は困らされており、初めて訪れたカズマとめぐみんはトラウマになるほどに憔悴し、ダクネスに限っては性癖もあってか、気に入っていた。
ハンスの起こした温泉の汚染騒ぎの際、アクアが本気で行った広範囲の毒の浄化により、ハンスの討伐と引き換えに山にあった源泉が全てただのお湯に変わってしまい、街の産業およびアクシズ教団の財源が断たれてしまった。しかし、実際はこの水は強力な効果の聖水であり、アクシズ教団の上層部はこれらの一件でアクアの正体に気付き、深く感謝していた。
王都
ベルゼルグ王国の首都。中央に王城がそびえる。アクセルの街より前線に近いようで、たまに魔王軍の襲撃があるが、城下には高レベルな騎士団や腕利き冒険者、果ては「チート持ち」の勇者候補たちが常在しているのですぐに鎮圧される。王と第一王子は魔王軍との戦いで最前線の街に向かっているため不在。
砦
魔王軍と衝突する最前線の砦。王都から歩いて二日の距離にあり、中間地点に温泉宿がある。
平原に位置する強固な城壁に囲まれた砦で、王国の騎士団や勇者候補たちが駐在している。森の中にある魔王軍の前線基地と睨み合っている。
邪神ウォルバク（女）の連日の爆裂魔法で城壁が損傷していたが、アクアの土木工事で修復・補強されて形勢が逆転し、逆にめぐみんの連日の爆裂魔法で敵の基地は崩壊した。

機動要塞デストロイヤー
とある大国で開発された蜘蛛型の超大型搭乗兵器。宝珠コロナタイトを動力源とする永久機関を有し、稼働直後に暴走し、各国に甚大な被害を与え続けている。
「デストロイヤーが通った後はアクシズ教徒以外草も残らない」とされ、天災のような扱いをされている。
本体上部にはゴーレムが多数徘徊しているため上空から強襲する作戦は使えず、強固な魔法抵抗障壁を装備しているため魔法も効果をなさず、落とし穴や壁は掘っても回避されるか、落ちてもすぐに対応してしまう。
元々、国の上層部から機動兵器を作るよう命じられたデストロイヤーの開発者は、低予算の無理な注文に困り果て、計画を中止させようと動力源として伝説のコロナタイトを持ってくるよう注文を出すも本当に持ってきてしまったためにあとに引けず、何とか要塞を完成させたが、制御系にまで予算をかけれなかった結果暴走、国を滅ぼした後、各地で暴れまわった。
アクセルの街に現れるが、アクアの浄化魔法で障壁を破られ、ウィズとめぐみんが放った爆裂魔法によって破壊された。それでもなお機能を停止させず、コロナタイトを用いて自爆を敢行しようとしたが、カズマの力を借りたウィズのテレポートによってコロナタイトを移動させられ、今度こそ完全に機能停止した。
紅魔の里
紅魔族の住む土地で、めぐみん・ゆんゆんの出身地。アクセル〜温泉の街ドリス〜水の都アルカンレティアと経由して馬車、テレポートサービス、徒歩で全行程5日ほどの場所にある。周囲は強力なモンスターで溢れかえる危険地帯のため馬車は出ていない。通常は里の魔法使いのテレポートで移動する。
一部に観光用の施設もある農村のようなのどかな集落で、住民の人口はカズマの見立てで300人程度。人口に応じた販売店や職人がおり競合することは少ない。住民は子供を除けば皆が上級魔法を使えるアークウィザードであり、そのため魔王の軍勢すらさほど脅威には思っていない。事実攻め込まれても平然と追い帰してまた元の生活に戻る。
シルビアの襲撃で多くの建物が炎上・崩壊してしまったが、優れた修復技術により数日で元通りになった。後に魔王の娘の襲撃を受けるがこれも撃退している。

エルロード
カジノ大国として知られるベルゼルグ王国の隣国。王都はベルゼルグの王都から馬車で10日の距離にある。商業で栄えた国のため強い騎士団を持たず、ベルゼルグ国にはもっぱら資金面での援助をしている。
ノイズ
かつて存在した魔法技術大国。機動要塞デストロイヤーを開発したが、その暴走により滅亡した。
世界最大のダンジョン
現在ではダンジョンを名物とした観光街として栄えている。ウィズはここへ魔法素材の採取に来ていた。
魔王の城 / 魔王城
魔王軍の本拠地。非常に強力な魔力結界で守られている。

#### 他の世界
地球
我々の世界と同じ科学技術の発展した現代の世界。カズマやミツルギは日本の出身。
天界
死者の魂がまず送られる所で、各異世界につながる空間。ここにやって来た死者の魂に女神が対面して今後の処遇を決め、導くことになっている。
処遇は通常「その世界で新たに生まれ変わる（記憶も無くなる）」か「天国へ行く」かの二択であるが、政策的な特別処置がとられることもある。
この世界の担当は女神エリスで、カズマは行きがかり上何度もここへ送られてエリスに会っている。
天国
死者の魂が行き着き、永遠に生きる世界。アクア曰く、物が生まれず娯楽のない退屈な場所らしい。
地獄
悪魔族が本来住んでいる世界。悪魔はここから現世に召還されるという。

### 種族
獣人
獣耳のように一部動物の特徴を持った亜人の種族で、アクセルの街にもちらほらといる。社会的な扱いは普通の人間と変わらない。
紅魔族（こうまぞく）
紅魔の里に住む、紅い瞳をした人間の一族。生まれつき魔力と知力が非常に高く、魔法使いとしての高い適性を持つ。そのため皆が魔法の修行を積んでアークウィザードとなる。紅魔族ローブと呼ばれる魔力を放出する黒いローブと黒いマントを好みで着用する。中二病のような芝居がかった言動をとるが、本人たちは格好いいと思っている。自己紹介の際も堂々と名乗り、通り名も称する（基本的に自称）。戦闘の際に見栄えを重視するなど独自の価値観を持っている。ネーミングセンスも奇抜で、全員が変わった名前をしている。
特徴である紅い瞳は、感情が高ぶると紅い輝きが増す。身体のどこかにバーコードの刺青があり、他人にバーコードの場所を知られる事は、裸を見られる事より恥ずかしいとされる。魔王幹部に里を何度も襲撃されており、里には強固な塀や結界もなくザル同然だが、その度に一族総出で里に上級魔法が飛び交い撃退している。
魔法を操れる年齢になると「養殖」と呼ばれる方法で、上級魔法が使えるレベルになるまで一気に上げてもらえる。上級魔法さえ覚えてしまえば強いモンスターも狩れるようになるため、その先のレベル上げは一人でも難なくこなせる（めぐみんは例外）。
先天的に睡眠時に魔力が必要以上に回復・蓄積し、放出が下手という身体的欠陥を持つ。何も対策せずに放置すると体が「ボンッ！」となる。大人になると「ボンッ」となる前に目覚めて魔法を撃つ事で放出する事ができるようになるが、特に子供のうちは魔力を放出するために就寝時に紅魔族ローブが欠かせない。
その起源はとある魔法の研究者が対魔王用に作り出した、魔力を増幅する改造手術を施された改造人間。紅い瞳やバーコードは被験者達のたっての希望で付けられた意味のない飾りで、独自のネーミングも元は研究者が適当に付けたあだ名が浸透したものだった。
エルフ族
白い肌の美形な種族。
耳が長くて上品で高貴という点はこの世界でも共通認識のようだが、実際の容姿や性質はステレオタイプのそれとは異なるため、観光地のエルフはわざわざ付け耳をしてそれに扮している。
耳は純血の森のエルフは長くとがっているが、人の血が混じると丸くなるという（この世界では交雑を繰り返しても「エルフ」と呼ばれる）。弓の扱いが下手な者もおり、ドワーフとも特段仲が悪いわけではないらしい。
ドワーフ族
背が低くずんぐりした体格の種族。
エルフと同じく子供の昔話などで聞くイメージとは少々異なり、観光地のドワーフはわざわざ付け髭をつけてそれに扮し、パフォーマンスでエルフと口喧嘩をしている。
衛生面から髭を剃る者もいるし、手先が不器用な者もいるという。エルフとも嫌い合っているわけではないらしい。
悪魔族
神々に敵対する邪悪な種族。人間の悪感情を糧として存在している。通常は人を襲うモンスターだが、上級のものは知能が高く、会話も可能。
身体的に男女の特徴があるものもいるが、厳密には性別がない。寿命はなく、食事があれば永遠に生きられる。満月の夜になると感情が昂ぶり、力が満ち溢れるという。
文化として契約を絶対視しており、交わした約束は必ず守る。ただし相手に反故にされれば話は別であり、そのこともあって人間からはそれほど信用されていない。
プリーストの扱う神聖魔法や聖水が弱点で、身に受けると体が崩れて消滅してしまう。ただし、復活可能な回数・命の残数といった意味合いの「残機」という概念が存在し、上級の者ほどこれが確保されている。増えることもある。

### 冒険者の職業
冒険者としての職種。広義の「職業」と区別するために「クラス」と呼ぶこともある。冒険者登録時に選ぶが、ステータスが上がれば別の職業への「クラスチェンジ」や上位職への「クラスアップ」もできる。初期職業の「冒険者」をはじめ、「ソードマン」「ナイト」「プリースト」「ウィザード」や、上級職の「ソードマスター」「クルセイダー」「アークプリースト」「アークウィザード」など、様々な職業が存在する。また、冒険者の職業でないものに「商売人」「職人」などがある。

### スキル・魔法
スキル・魔法の呼称の法則として、詠唱の際は（）内のカタカナを使い、普段は漢字表記の翻訳語で呼ぶ（例：『エクスプロージョン』と唱えて「爆裂魔法」を使う）。呼び方がどちらかの表記で統一されていなかったり、正式な表記が不明瞭な場合もある。
また、神聖属性が付加された強力な魔法には接頭に「セイクリッド」。（主にアクアが使う。）さらに強力なものにはその後ろに「ハイネス」が続く（例：『セイクリッド・ハイネス・エクソシズム』）。
窃盗（スティール）
盗賊のスキル。相手の身に着けているものを何か一つ奪い取る。奪い取れる物や確率はステータスの幸運値に依存する。カズマの場合は、「幸運」の数値が異常なほど高いためもあってか、女性相手に発動すると真っ先に「ぱんつ」を奪い取ってしまう。また、遠くにあるものを手に取ることができる利点もある。
花鳥風月
宴会スキル。宴会芸のクリエイト・ウォーター。アクアが異世界で最初に身に着けたスキルの一つ。
ヴァーサタイル・エンターテイナー
宴会スキル。対象を芸達者にする。かけられた相手は本人同然の声真似など、高度なスキルを身に付ける事ができる。カズマがダクネスの屋敷に潜伏する際に補助強化魔法のついでにアクアがカズマに勝手に使用したが結果的に非常に役に立ち、カズマをして「アレはいいものだ！」と絶賛した。
爆裂魔法（エクスプロージョン）
大爆発を起こす閃光を撃ち出す魔法。爆発魔法を超える大威力を誇り、攻撃魔法では射程も最長。その爆発はいわゆる無属性で人類やモンスターなど生物は勿論、神や悪魔、霊体などあらゆる存在に効果を発揮する。ただし習得に必要なスキルポイントはあらゆる職のスキルで最も多い。更に使用に必要な魔力量も莫大な量が要るため、習得したところでよほどの魔力がないと魔法を発動出来ない。どんな魔力の持ち主でも一日一発が限界であり、その上爆音から周りのモンスターを招き寄せ、あまりの威力からダンジョンで使うと崩落の危険を招くため使える場所も選ぶなど使い勝手も微妙なため「ネタ魔法」とまで言われることもある。
ただし使い所を間違えなければ威力・射程ともに凄まじいため、めぐみんの爆裂魔法は魔王軍幹部や機動要塞デストロイヤーなどの大物との闘いには重用され、邪神ウォルバクの爆裂魔法は人類軍の最前線の砦を壊滅寸前にまで追い込んでいる。
めぐみんの習得した唯一の魔法。スキルは使える者から教えてもらうことで習得できるようになるため教えられる者も少ないが、めぐみんは5歳の時に邪神ウォルバクから教えてもらうことで習得条件を満たしている。正式な詠唱も教えてもらっているが、その天才性から詠唱にアレンジを加えて威力を向上させることも可能。小説第9巻では無詠唱で放てるまでに魔法の制御を究めているが、詠唱した場合より威力は落ちる。めぐみんの貯まったスキルポイントは爆裂魔法の威力向上にほぼ注ぎ込んでいるため、威力が回を追う毎に凄まじいものになっている。
ドレインタッチ
リッチーのスキル。 手で他人に触れ、魔力や体力を吸収して自身に補充する、もしくは逆に自身から魔力・体力を他人に補充する。ウィズがカズマに授けた。対デストロイヤー戦ではカズマがアクアからめぐみんに大量の魔力を受け渡し一日一発限定の爆裂魔法を二発放ってデストロイヤーを撃破している。他にもアクアの聖属性にあてられたウィズや爆裂魔法を撃って倒れてしまっためぐみんの体力回復、逆に体力自慢のダクネスから力勝負を挑まれた際カズマが体力を吸い取ったりと使い勝手の良いスキル。

#### キャラ別のスキル

##### アクアのスキル
セイクリッド・クリエイト・ウォーター
初級魔法であるクリエイト・ウォーターの強化版。作中ではアクアしか使用していないが、アクア固有のスキルであるかは不明。アクアは水の女神ということもあり、その威力は絶大で、ベルディア討伐では洪水を引き起こしアクセルの街の入り口付近の家屋を破壊した。
ゴッドブロー
アクア曰く「女神の怒りと悲しみを乗せた拳、相手は死ぬ」。発動の際は拳に白い光を纏って殴りつける。ジャイアントトードなどの打撃の効きにくい相手には通用しない。
ゴッドレクイエム
アニメ版独自のスキル。
アクア曰く「女神の愛と悲しみの鎮魂歌、相手は死ぬ」。杖を使った打突攻撃で発動の際に杖の先が開き、光り輝きながら回転する。
左の拳だけで撃つこともでき、アニメ版のハンス戦においてはアクシズ教徒の信仰心で威力が増幅し、スライムであるハンスの本体にトドメを刺したが、その場にいたウィズをその余波で弱らせ、アルカンレティアの源泉を浄化したため泉質そのものを変えてしまった。

##### バニルのスキル
バニル式殺人光線
本人曰く、チート級の廃威力を誇る殺人光線で、人間なら当たれば死に、当たらなくても死ぬという。いくつかのバリエーションがあるらしい。
主に店の経費を無駄遣いしたウィズの折檻に使われている（リッチーなので当たっても死なない）。アクアやダクネスも被弾したことがあるが、女神の力や脅威的な耐久力のために気絶程度で済んでいる。

##### デュラハンのスキル
死の宣告
一週間後や一ヶ月後に相手が死ぬことを宣告する呪い。プリーストの能力が高ければ解除ができるが、ウィズのパーティーのアークプリーストにはベルディアの死の宣告が解除できず、ウィズがバニルからリッチーになる方法を得る原因になった。

##### 天界のスキル
ゲート（仮称）
天界に召された人間を転生させるためのゲートを開く。

### アイテム

#### 装備品
ちゅんちゅん丸
日本刀を模してこの世界で作らせたカズマの愛刀。銘はめぐみんが勝手につけた。
羽衣
アクアが着けている淡い紫色をした女神の羽衣。アクア曰く神具（「神器」と同義）だという。強力な耐久力を持ち、あらゆる状態異常を受け付けず、様々な魔法がかけられているという。任意で出現・消失させる事ができる。
アクアはこれを毎日水洗いして干している。ちょうどカズマのジャージのように、彼女も「女神の証」としてこれを大事にしているが、カズマからは質に出されそうになったりとあまり良い扱いを受けていない。

#### 魔道具
「マジックアイテム」とも呼ばれる。魔法の力を利用した道具。拡声器、湯沸かし器、嘘を見抜く魔道具などがある。ウィズの店では様々な魔道具が売られている。

##### 古代の魔道具
結界殺し
シルビアが地下格納庫の結界を解除するために使った魔道具。
魔術師殺し
デストロイヤーの設計者が開発した、魔法が効かない特性を持つ対魔法使い用の犬型兵器のつもりで作った蛇の形をした兵器。
レールガン
デストロイヤーの設計者が開発した、魔術師殺しに対抗するために開発された魔法を圧縮して撃ち出す兵器。電力を使わない。

#### 神器
アクアが日本からの転生者に渡していた特典（魔道具）の総称。カズマ曰く「チートアイテム」。
種類は様々存在するが、いずれも強大な力を秘めており、まさに「神器」の名に相応しい性能を誇る。ただし、本来の力を発揮できるのはその神器を異世界に渡る特典として選択した転生者のみ。
カズマが転生した時点で、アクアがかなりの数の転生者と神器を送り込んでいるため、中には転生者が死亡などの理由で所有者がいなくなった神器も数多く存在する。仮に本来の所有者以外の者が使用したところで一部の力しか発揮しないため、ほとんどの神器は放置したところで影響は無いが、中にはその一部の力ですら強力な神器も少なからず存在するため、エリスが下界に降りては回収している。
羽衣
詳細は「装備品」の「羽衣」を参照
魔剣グラム
御剣響夜専用の神器。本人が使用すると石だろうが鉄だろうがさっくり切れる鋭い切れ味を見せるが、他人が使うと少し切れ味がよい程度の剣になる。
一度カズマに奪われ売られてしまうが、買い戻したようで、その後の物語では再びミツルギが所持している。
「他者と身体を入れ替える」神器
アイリスが着けているネックレスで、元は転生者の持ち込んだ神器。とある貴族を経由して第一王子ジャティスに贈られ、現在は城の留守を預かるアイリスが代理で身に着けている。
裏面には古代文字（日本語）で呪文が書いてあり、それを唱えると着けている者と詠唱者の精神を入れ替えてしまう。
神器の性質上、本来の所有者でない者が使えば短時間で効果が切れるため一見無害に見えるが、入れ替わりの最中に片方が死んだ場合は元に戻らなくなるため、理論上、入れ替わりと殺人を繰り替えすことで永遠の命を手にすることもできる。
今回に限れば対象が王族であるため国の政治を揺るがす一大事ともいえたが、当の王族や貴族達は幸いこれらの事情を知らなかったため、アクアの施した封印により危機は未然に防がれた。
実は王子にこれを贈ったのはアルダープであり、王子とダクネスの結婚後に身体を入れ替える計画だった。以前ダクネスに息子との見合いを要求したのもそのためで、その時は自身が所持していたようである。
「ランダムにモンスターを召喚する」神器
外見は手に納まる程度の丸い石で、手に持ってキーワードを唱えることでことでランダムにモンスターを召喚し、使役することができる。本来の所有者以外が使用する場合は相応の対価や代償が必要。
アルダープはかつて一度だけこれを使用し、幸運にも上位悪魔・マクスウェルを不完全な状態で召喚した。その後アルダープの失踪とともにクリスが回収し、湖の底に封印したが、後に石集めが趣味のアクアが持ち去ってしまった。クリスはこれを必死に捜しているが、あとがきによればそのままアクアのコレクションの中に混じっているらしい。
聖鎧アイギス（せいがいアイギス）
詳細は「その他の人物」の「聖鎧アイギス」を参照
アイリスの剣（なんとかカリバー）
アイリスの持つ光り輝く聖剣。所有者をあらゆる状態異常や呪いから防ぎ、強力なスキルを放つことで強力なモンスターも一撃でたおすことができる。伝説の勇者が使っていた神器で、ベルゼルグ国の国宝。アイリスは父から譲り受けた。
彼女は正式な名前を覚えていなかったが、地球では知らない人はほとんどいないほどの名前だという。

## 漫画
この素晴らしい世界に祝福を！
『月刊ドラゴンエイジ』2014年10月号より連載開始。作画は渡真仁。本編準拠でコミカライズされている。
この素晴らしい世界に爆焔を！
『月刊コミックアライブ』2016年7月号から2018年2月号まで連載。作画は森野カスミ。同名スピンオフのコミカライズ。
この素晴らしい世界に祝福を！ かっぽれ！
『コミッククリア』2016年8月12日配信号より2017年4月28日配信号まで連載。作画はずんだコロッケ。デフォルメ化した登場人物によるハイテンションなギャグを4コマ漫画として描かれている。
この素晴らしい世界に日常を！
『月刊コミックアライブ』2016年11月号から2019年12月号まで連載。『ComicWalker』でも2016年10月14日から2019年10月21日まで並行して別エピソードを連載。作画は染宮すずめ。カズマたちの取るに足らない日常をコミカルに描いている。
この素晴らしい世界に祝福を！エクストラ あの愚か者にも脚光を！
『月刊少年エース』2018年3月号より2020年3月号まで連載。作画は豚たま子。同名スピンオフのコミカライズ。
この仮面の悪魔に相談を！
『月刊コミックアライブ』2018年4月号から2019年3月号まで連載。作画は染宮すずめ。同名スピンオフのコミカライズ。
続・この素晴らしい世界に爆焔を！
『月刊コミックアライブ』2018年4月号より2020年7月号まで連載。作画は森野カスミ。同名スピンオフのコミカライズ。
この素晴らしい世界に祝福を！ ファンタスティックデイズ
『月刊コミックアライブ』2022年5月号より2024年7月号まで連載。作画は森野カスミ。同名のスマホゲームのコミカライズ。

## 制作背景
著者の暁なつめは元々異世界モノの小説作品を好んで読んでおり、そのうち自身も異世界モノの作品を書いてみたくなったことから本作の執筆をスタートさせた。執筆にあたり暁は、少しでも変わった異世界観を描いてみたいと考え、魔王を倒す王道ストーリーの中に「野菜が逃げる」「サンマが畑で取れる」などの要素を組み込んだ。メインキャラクターの設定に関しては、「万能であるはずの女神が役に立たない」などといったギャップを盛り込むことをあらかじめ決めていたとしている。

## 既刊一覧

### 小説
| 巻数   | サブタイトル                      | 初版発行日    | 発売日        | ISBN                                                       | 特典小説 |
| ------ | --------------------------------- | ------------- | ------------- | ---------------------------------------------------------- | --- |
| 1      | あぁ、駄女神さま                  | 2013年10月1日 | 2013年10月1日 | 978-4-04-101020-4                                          | 『アクア先生』『アクアの水商売』 『竜殺しめぐみん』 『ダクネスのペット探し』『タケノコ農家は命懸け』 『ダクネス写真撮影会開催中』                              |
| 2      | 中二病でも魔女がしたい！          | 2013年12月1日 | 2013年12月1日 | 978-4-04-101110-2                                          | 『紅魔族は知能が高い』『アクアの泡商売』 『めぐみん・ザ・リッパー』『ダクネス、ただ今巡回中』 『異世界の畑のお肉』                                             |
| 3      | よんでますよ、ダクネスさん。      | 2014年3月1日  | 2014年3月1日  | 978-4-04-101242-0                                          | 『眠れる森のクルセイダー』『たまには女神らしい事』 『芸術は爆裂だ』 『ダクネス、花嫁修行中』                                                                   |
| 4      | 鈍ら四重奏 〜ナマクラカルテット〜 | 2014年5月1日  | 2014年5月1日  | 978-4-04-101570-4                                          | 『町内会の不死の王』『女神の加護を！』 『紅い瞳の初心者殺し』 『間違ってますよお嬢さま』                                                                       |
| 5      | 爆裂紅魔にレッツ＆ゴー!!          | 2014年9月1日  | 2014年9月1日  | 978-4-04-101571-1                                          | 『アクシズ教に入りませんか？』 『たまにはこんな爆裂デートを』 『お友達ですよ、ララティーナお嬢様』 『普通の猫とぼっち少女』                                    |
| 6      | 六花の王女                        | 2015年3月1日  | 2015年3月1日  | 978-4-04-102267-2                                          | 『仮面の下、気になります』 『マスコットの正体は……』 『偉大なる春の風物詩』                                                                                     |
| 7      | 億千万の花嫁                      | 2015年9月1日  | 2015年9月1日  | 978-4-04-103539-9                                          | 『たまにはお礼を言いたくて』『落ち着いてくださいお嬢様』 『悪魔の禁書』                                                                                        |
| 8      | アクシズ教団VSエリス教団          | 2016年1月1日  | 2016年1月1日  | 978-4-04-103540-5                                          | 『漢のロマンを叶えるために』『女神エリスの名の下に』 『VS！』                                                                                                  |
| 9      | 紅の宿命                          |               | 2016年6月24日 | 978-4-04-103953-3 （オリジナルアニメブルーレイ付き同梱版） | 『とあるひよこの必殺芸 』『続、アクアの水商売』 『抑制する紅魔族』 『たまにはこんなお約束』                                                                    |
| 9      | 紅の宿命                          | 2016年7月1日  | 2016年7月1日  | 978-4-04-103954-0                                          | 『とあるひよこの必殺芸 』『続、アクアの水商売』 『抑制する紅魔族』 『たまにはこんなお約束』                                                                    |
| 10     | ギャンブル・スクランブル！        | 2016年11月1日 | 2016年11月1日 | 978-4-04-104992-1                                          | 『女神、頑張っています』『王女様、思春期につき』 『アクセル一の……』                                                                                            |
| 11     | 大魔法使いの妹                    | 2017年5月1日  | 2017年5月1日  | 978-4-04-104993-8                                          | 『そのスキル、危険につき』『アイリス様のために』 『最強の必殺技は……』                                                                                          |
| 12     | 女騎士のララバイ                  |               | 2017年7月24日 | 978-4-04-105005-7 （オリジナルアニメブルーレイ付き同梱版） | 『伝説の魔女』『真夏の夜には……』 『暴虐を司る者』『世にも幸運な盗賊娘』                                                                                        |
| 12     | 女騎士のララバイ                  | 2017年8月1日  | 2017年8月1日  | 978-4-04-104994-5                                          | 『伝説の魔女』『真夏の夜には……』 『暴虐を司る者』『世にも幸運な盗賊娘』                                                                                        |
| 13     | リッチーへの挑戦状                | 2017年12月1日 | 2017年12月1日 | 978-4-04-105817-6                                          | 『本物のマジックアイテム』『冬の夜空に見る月は』 『仮面店主の膝耳枕』（戦闘員、派遣します！連動購入） 『その惑星、危険につき』（戦闘員、派遣します！連動購入） |
| 14     | 紅魔の試練                        | 2018年7月1日  | 2018年7月1日  | 978-4-04-106111-4                                          | |
| 15     | 邪教シンドローム                  | 2018年11月1日 | 2018年11月1日 | 978-4-04-107554-8                                          | |
| 16     | 脱走女神、ゴーホーム！            | 2019年8月1日  | 2019年8月1日  | 978-4-04-108520-2                                          | |
| 短編集 | よりみち！                        | 2020年1月1日  | 2020年1月1日  | 978-4-04-108521-9                                          | |
| 17     | この冒険者たちに祝福を！          | 2020年5月1日  | 2020年5月1日  | 978-4-04-109543-0                                          | |
| 短編集 | よりみち2回目！                   | 2020年11月1日 | 2020年11月1日 | 978-4-04-109851-6                                          | |
| 短編集 | よりみち3回目！                   |               | 2023年9月29日 | 978-4-04-114186-1                                          | |

| 巻数 | サブタイトル           | 初版発行日                                         | 発売日        | ISBN              | 特典小説                                                                                                |
| ---- | ---------------------- | -------------------------------------------------- | ------------- | ----------------- | --- |
| 1    | めぐみんのターン       | 2014年7月1日                                       | 2014年7月1日  | 978-4-04-101866-8 | 『大魔道師になるために』 『ぼっちな休みの過ごし方』 『魔剣の勇者とはらぺこ幼女』 『こめっこのパトロン』 |
| 2    | ゆんゆんのターン       | 2014年12月1日                                      | 2014年12月1日 | 978-4-04-102438-6 | 『上級ぼっちの救い方』                                                                                  |
| 3    | ふたりは最強！のターン | 2015年6月1日                                       | 2015年6月1日  | 978-4-04-103100-1 | 『羨望を受ける紅魔族』 『拝啓、お姉様へ』 『洗礼を受ける紅魔族』                                        |
| 3    | ふたりは最強！のターン | 978-4-04-103101-8 （オリジナルドラマCD付き同梱版） | 2015年6月1日  |                   | 『羨望を受ける紅魔族』 『拝啓、お姉様へ』 『洗礼を受ける紅魔族』                                        |

| 巻数 | サブタイトル         | 初版発行日   | 発売日         | ISBN              |
| ---- | -------------------- | ------------ | -------------- | ----------------- |
| 1    | 我ら、めぐみん盗賊団 | 2017年1月1日 | 2016年12月28日 | 978-4-04-104991-4 |
| 2    | わがままバスターズ   | 2019年3月1日 | 2019年3月1日   | 978-4-04-107555-5 |

| 巻数 | 初版発行日   | 発売日       | ISBN              | 電子特別版収録話         |
| ---- | ------------ | ------------ | ----------------- | ------------------------ |
| 1    | 2016年4月1日 | 2016年4月1日 | 978-4-04-104293-9 | ハーレム相談はじめました |

| 巻数 | タイトル               | 初版発行日                                         | 発売日        | ISBN              |
| ---- | ---------------------- | -------------------------------------------------- | ------------- | ----------------- |
| 1    | 素晴らしきかな、名脇役 | 2017年8月1日                                       | 2017年8月1日  | 978-4-04-105816-9 |
| 2    | 遠いハーレムの向こうに | 2017年12月1日                                      | 2017年12月1日 | 978-4-04-105817-6 |
| 3    | 夢見る姫に星空を       | 2018年7月1日                                       | 2018年7月1日  | 978-4-04-106522-8 |
| 4    | 常敗無勝のギャンブラー | 2018年11月1日                                      | 2018年11月1日 | 978-4-04-106523-5 |
| 4    | 常敗無勝のギャンブラー | 978-4-04-107245-5 （オリジナルドラマCD付き同梱版） | 2018年11月1日 |                   |
| 5    | 白き竜との盟約         | 2019年8月1日                                       | 2019年8月1日  | 978-4-04-108250-8 |
| 6    | 騎士の誓いをあなたに   | 2020年1月1日                                       | 2020年1月1日  | 978-4-04-108251-5 |
| 7    | 竜に愛されし愚者       | 2020年5月1日                                       | 2020年5月1日  | 978-4-04-108252-2 |

### 漫画
| 巻数 | 初版発行日    | 発売日        | ISBN              | 特典ss                                 |
| ---- | ------------- | ------------- | ----------------- | -------------------------------------- |
| 1    | 2015年4月9日  | 2015年4月9日  | 978-4-04-070539-2 | 『このパーティーリーダーに有給休暇を』 |
| 2    | 2015年12月9日 | 2015年12月5日 | 978-4-04-070782-2 | 『異世界式ダイエット』                 |
| 3    | 2016年3月9日  | 2016年3月9日  | 978-4-04-070834-8 |                                        |
| 4    | 2016年9月9日  | 2016年9月9日  | 978-4-04-072019-7 |                                        |
| 5    | 2017年3月9日  | 2017年3月9日  | 978-4-04-072212-2 |                                        |
| 6    | 2017年9月8日  | 2017年9月8日  | 978-4-04-072433-1 |                                        |
| 7    | 2018年3月9日  | 2018年3月9日  | 978-4-04-072628-1 |                                        |
| 8    | 2018年9月7日  | 2018年9月7日  | 978-4-04-072881-0 |                                        |
| 9    | 2019年4月9日  | 2019年4月9日  | 978-4-04-073139-1 |                                        |
| 10   | 2019年8月9日  | 2019年8月9日  | 978-4-04-073293-0 |                                        |
| 11   | 2020年4月9日  | 2020年4月9日  | 978-4-04-073616-7 |                                        |
| 12   | 2020年10月9日 | 2020年10月9日 | 978-4-04-073834-5 |                                        |
| 13   | 2021年5月8日  | 2021年5月8日  | 978-4-04-074047-8 |                                        |
| 14   | 2021年10月8日 | 2021年10月8日 | 978-4-04-074273-1 |                                        |
| 15   | 2022年5月9日  | 2022年5月9日  | 978-4-04-074529-9 |                                        |
| 16   | 2022年11月9日 | 2022年11月8日 | 978-4-04-074751-4 |                                        |
| 17   | 2023年7月7日  | 2023年7月7日  | 978-4-04-075045-3 |                                        |
| 18   | 2023年11月9日 | 2023年11月9日 | 978-4-04-075198-6 |                                        |
| 19   |               | 2024年6月9日  | 978-4-04-075479-6 |                                        |
| 20   |               | 2024年12月9日 | 978-4-04-075710-0 |                                        |
| 21   |               | 2025年7月9日  | 978-4-04-076003-2 |                                        |

| 巻数 | 初版発行日     | 発売日         | ISBN              | 特典ss                   |
| ---- | -------------- | -------------- | ----------------- | ------------------------ |
| 1    | 2016年12月23日 | 2016年12月23日 | 978-4-04-068595-3 | 『爆裂道への最初の一歩』 |
| 2    | 2017年1月23日  | 2017年1月23日  | 978-4-04-068818-3 |                          |
| 3    | 2017年5月23日  | 2017年5月23日  | 978-4-04-069195-4 |                          |
| 4    | 2017年9月23日  | 2017年9月23日  | 978-4-04-069437-5 |                          |
| 5    | 2018年1月23日  | 2018年1月23日  | 978-4-04-069628-7 |                          |

| 巻数 | 発売日        | ISBN              |
| ---- | ------------- | ----------------- |
| 1    | 2018年8月23日 | 978-4-04-069986-8 |
| 2    | 2019年2月23日 | 978-4-04-065490-4 |
| 3    | 2019年9月20日 | 978-4-04-064022-8 |
| 4    | 2020年7月20日 | 978-4-04-064741-8 |

| 巻数 | 発売日        | ISBN              |
| ---- | ------------- | ----------------- |
| 1    | 2018年8月23日 | 978-4-04-069987-5 |
| 2    | 2019年2月23日 | 978-4-04-065491-1 |

| 巻数 | 発売日         | ISBN              |
| ---- | -------------- | ----------------- |
| 1    | 2018年11月26日 | 978-4-04-107286-8 |
| 2    | 2020年4月25日  | 978-4-04-109038-1 |

| 巻数 | 発売日        | ISBN              |
| ---- | ------------- | ----------------- |
| 1    | 2017年1月14日 | 978-4-04-734416-7 |
| 2    | 2017年6月15日 | 978-4-04-734653-6 |

| 巻数 | 初版発行日     | 発売日         | ISBN              | 特典ss                   |
| ---- | -------------- | -------------- | ----------------- | ------------------------ |
| 1    | 2017年3月23日  | 2017年3月23日  | 978-4-04-069119-0 | 『異世界のゴッドハンド』 |
| 2    | 2017年10月23日 | 2017年10月23日 | 978-4-04-069481-8 |                          |
| 3    | 2019年11月22日 | 2019年11月22日 | 978-4-04-064136-2 |                          |

| 巻数 | 初版発行日     | 発売日         | ISBN              |
| ---- | -------------- | -------------- | ----------------- |
| 1    | 2022年7月23日  | 2022年7月23日  | 978-4-04-681516-3 |
| 2    | 2023年2月22日  | 2023年2月21日  | 978-4-04-682058-7 |
| 3    | 2023年11月22日 | 2023年11月22日 | 978-4-04-682744-9 |
| 4    | 2024年6月21日  | 2024年6月21日  | 978-4-04-683727-1 |

### アンソロジー
| タイトル                                                                   | 発売日         | ISBN              |
| -------------------------------------------------------------------------- | -------------- | ----------------- |
| この素晴らしい世界に祝福を！めぐみんアンソロジー                           | 2016年12月23日 | 978-4-04-068735-3 |
| この素晴らしい世界に祝福を！コミックアンソロジー                           | 2017年1月7日   | 978-4-04-072022-7 |
| この素晴らしい世界に祝福を！めぐみんアンソロジー -紅Aka-                   | 2018年11月1日  | 978-4-04-065275-7 |
| この素晴らしい世界に祝福を！コミックアンソロジー -やりすぎ!? アクセル伝説- | 2019年8月9日   | 978-4-04-073261-9 |

### 関連書籍
| タイトル                                                                                      | 初版発行日   | 発売日        | ISBN              | 特典ss                           |
| --------------------------------------------------------------------------------------------- | ------------ | ------------- | ----------------- | -------------------------------- |
| 三嶋くろね画集 Cheers! この素晴らしい世界に祝福を！                                           |              | 2017年2月1日  | 978-4-04-105006-4 | 『「我が名は－－！」』           |
| この素晴らしい世界に祝福を！TRPG                                                              |              | 2019年3月20日 | 978-4-04-072996-1 |                                  |
| この素晴らしい世界に祝福を！公式メモリアルファンブック 汝、女神も認めるこの一冊を求めなさい！ | 2020年4月1日 | 2020年4月1日  | 978-4-04-109375-7 | 『ダンジョンマスターは世知辛い』 |
| この素晴らしい世界に祝福を！TRPG上級ルールブック                                              |              | 2021年2月19日 | 978-4-04-073847-5 |                                  |
| 三嶋くろね画集II Blessing！! この素晴らしい世界に祝福を！                                     |              | 2022年2月1日  | 978-4-04-111506-0 |                                  |

## アニメ

### テレビアニメ
テレビアニメ第1期は2016年1月から3月までTOKYO MXほかにて放送された。
第2期『この素晴らしい世界に祝福を！2』がTOKYO MXほかにて2017年1月から3月まで放送された。
第3期『この素晴らしい世界に祝福を！3』がTOKYO MXほかにて2024年4月から6月まで放送された。
テレビ未放送のエピソード2本がOVA「この素晴らしい世界に祝福を！3 - BONUS STAGE-」として2025年3月14日から劇場公開され、さらに4月25日にBlu-ray・DVDが発売されることが決定している。

#### スピンオフアニメ
2023年4月から6月までTOKYO MXほかにて放送された。第1話のアバンナレーションは、本編アニメでカズマ役を務めた福島潤。

### 劇場アニメ
『映画 この素晴らしい世界に祝福を！紅伝説』
2019年8月30日に公開された長編アニメーション映画。

### クロスオーバーアニメ
本作を含むKADOKAWA刊行の4作品（『Re:ゼロから始める異世界生活』、『オーバーロード』、『幼女戦記』）の登場人物が一堂に会し、プチキャラ化して登場するクロスオーバー作品。

## ゲーム

### コンピュータゲーム
この素晴らしい世界に祝福を！ in the life
テレビアニメ第1期のBlu-ray&DVD限定版に特典として封入。
この素晴らしい世界に祝福を！ 復活のベルディア
テレビアニメ第2期のBlu-ray&DVD限定版に特典として封入。
この素晴らしい世界に祝福を！ -この欲深いゲームに審判を！-
5pb.より2017年9月7日に発売されたPlayStation 4/PlayStation Vita用ADVゲーム。2020年12月17日にはNintendo Switch版が発売。
この素晴らしい世界に祝福を！〜希望の迷宮と集いし冒険者たち〜
エンターグラムより2019年6月27日に発売されたPlayStation 4/PlayStation Vita用3DダンジョンRPG。
新規のダンジョンやイベント等を追加したPlayStation 4/Nintendo Switch用ソフト『この素晴らしい世界に祝福を！〜希望の迷宮と集いし冒険者たち〜Plus』が2020年8月27日に発売された。
この素晴らしい世界に祝福を！ファンタスティックデイズ
2020年2月27日に配信されたiOS / Android用アプリゲーム。開発はサムザップ。全編フルボイスのRPG。略称は「このファン」。2025年1月30日をもってサービスを終了し、同日よりオフライン版が配信された（2027年1月30日までの期間限定配信）。
この素晴らしい世界に祝福を！〜この欲望の衣装に寵愛を！〜
5pb.より2020年9月24日に発売されたNintendo Switch/PlayStation 4用ADVゲーム。
初回生産分限定の特典として、ドット絵で描かれた疑似3Dアクションシューティングゲーム『この素晴らしい世界に祝福を！ カズマの飛び出せ大冒険！』のDLCプロダクトコードを同梱。
通常版と限定版が合わせて発売され、限定版にはSDフィギュア（Switch版はアクア、PS4版はめぐみん）、サウンドトラック、上記のDLCをアナグリフ方式の立体視モードでプレイできる赤青メガネが付属している。
この素晴らしい世界に祝福を！〜呪いの遺物と惑いし冒険者たち〜
エンターグラムより2022年11月24日に発売されたPlayStation 4/Nintendo Switch用ソフト。「希望の迷宮と集いし冒険者たち」に続くダンジョンRPG第2弾。当初の発売日は2022年7月28日だったが9月29日に延期され、その後11月24日に再延期された。

### アナログゲーム
この素晴らしい世界に祝福を！TRPG
F.E.A.R.によりKADOKAWAから2019年3月20日に発売されたテーブルトークRPG。
この素晴らしい世界に祝福を！×謎解きゲーム 〜この謎めいた街にひらめきを！〜
ナゾメイトの謎制作により参加キットが秋葉原の対象店舗で発売され2019年4月27日から5月6日の間に行われた周遊型のリアル謎解きゲーム。参加キットの他にスマートフォンアプリのLINEが必要となる。
映画 この素晴らしい世界に祝福を！ 紅伝説 リアルRPG 〜この混沌な街で冒険を！〜
参加キットが東京のEJアニメシアター新宿、大阪のアニメイト大阪日本橋で発売され2019年8月30日から10月24日の間に行われた周遊型のリアル謎解きゲーム。参加キットの他にスマートフォンアプリのLINEが必要となる。謎制作は不明。
TRicK GEAR -映画 この素晴らしい世界に祝福を！紅伝説-
オズプランニングと仙望廊のゲームデザインによりアルジャーノンプロダクトの制作協力のもと日本卓上開発から2020年12月中旬に発売されたボードゲーム。オズプランニングの「ヴァノスギア」を元に、日本卓上開発にて再構築したゲームで、ゲームキットの他にトランプを使用する。

### ゲーム主題歌

#### オープニングテーマ
オープニングテーマは、テレビアニメと同様にMachicoが担当している。
「Million Smile」
『この欲深いゲームに審判を！』オープニングテーマ。作詞・作曲・編曲は園田智也。
「STAND UP!」
『希望の迷宮と集いし冒険者たち』オープニングテーマ。作詞は桜アス恵、作曲・編曲は岡野裕次郎。
「Happy Magic」
『ファンタスティックデイズ』主題歌。作詞・作曲・編曲は佐藤厚仁。
「It's so fine!」
『この欲望の衣装に寵愛を！』オープニングテーマ。作詞は渡部紫緒、作曲・編曲は持田裕輔。

#### エンディングテーマ
エンディングテーマは、テレビアニメと同様に作詞・作曲・編曲を佐藤良成が手掛け、ヒロインのアクア（雨宮天）・めぐみん（高橋李依）・ダクネス（茅野愛衣）が歌っている。
「101匹目の羊」
『この欲深いゲームに審判を！』エンディングテーマ。
「またあした」
『希望の迷宮と集いし冒険者たち』エンディングテーマ。作詞はMitsu、作曲・編曲は内海孝彰、歌はMachico。
「雨やどり」
『この欲望の衣装に寵愛を！』エンディングテーマ。
「わが人生最良の日」
『ファンタスティックデイズ』第1部エンディングテーマ。ヒロイン3人に加えカズマ（福島潤）が歌唱参加している。

#### 挿入歌
『ファンタスティックデイズ』の挿入歌は、作詞をミズノゲンキが手掛け、リア（河瀬茉希）・シエロ（礒部花凜）・エーリカ（成海瑠奈）の3人による踊り子ユニット「アクセルハーツ」が歌っている。
- 「Bright Show」（作曲・編曲 - 睦月周平）
- 「Dear Tomorrow」（作曲・編曲 - 馬渕直純）

## パチンコ・パチスロ
- パチスロ
  - パチスロこの素晴らしい世界に祝福を!（2022年4月、サミー）[169]
  - A-SLOT+ この素晴らしい世界に祝福を!（2024年9月、サミー）[170]
- パチンコ
  - Pこの素晴らしい世界に祝福を!199LT「このラッキートリガーに祝福を!」（2024年3月、豊丸産業）[171]
  - PAこの素晴らしい世界に祝福を!「このゆる甘99に祝福を!」（2024年7月、豊丸産業）[172]
  - Pこの素晴らしい世界に祝福を! ラッキートリガー129 緊急クエスト（2025年2月、豊丸産業）

## 朗読劇
「READPIA朗読劇『この素晴らしい世界に祝福を！ ～紅魔族の矜持の下に！～』」が、ところざわサクラタウンジャパンパビリオンホールAを会場に、2022年7月3日に昼夜2公演行われた。映画の特典小説の「この素晴らしい世界に祝福を！紅魔の里編」を原作にしたアニメのキャストによる朗読劇。
スタッフ
- 原作：暁なつめ『この素晴らしい世界に祝福を！紅魔の里編』
- 脚本：蒼樹靖子（スタジオモナド）
- 脚本監修：上江洲誠
- 演出：鈴木智晴（劇団東京都鈴木区）
- 制作：おどろき
- 主催：KADOKAWA

## オーディオブック
2018年よりAudibleにて、一部の巻が、声優に朗読されてオーディオブックとしてデータ配信されている。オーディオブック特別短編も配信。